# Tijdlijn van de Europese staatsschuldencrisis (2012)
Onderstaand overzicht bevat een chronologische opsomming van de voornaamste gebeurtenissen in 2012 rond de Europese staatsschuldencrisis.

## Januari
- In de week van 2 januari 2012 staakten Griekse artsen en apothekers omdat de overheid € 400 miljoen voor door hen voorgeschoten rekeningen voor medicijnen niet betaald had.[1] De Spaanse regering waarschuwde dat de tegenvallende conjunctuur ertoe kon leiden dat de bezuinigingsdoelstellingen niet gehaald zouden worden.[2] De nieuwe Hongaarse grondwet, ingaande op 1 januari, leidde tot protesten tegen de inperking van de persvrijheid.[3] Ook de inperking van de onafhankelijkheid van de centrale bank en de gedwongen pensionering van een groot aantal rechters (naar gevreesd werd om plaats te maken voor de regering welgevallige rechters) baarde zorgen, onder meer uitgesproken door de president van de Hoge Raad der Nederlanden.[4][5] Een Griekse regeringswoordvoerder zei dat Griekenland de eurozone zou verlaten als geen overeenstemming bereikt zou worden over het tweede steunpakket en de "haircuts".[6] De Griekse premier Papademos stelde de Griekse vakbonden vergaande loonsverlagingen voor;[7] de Griekse vakbonden wezen dit af.[8] De financiële situatie van Hongarije verslechterde in snel tempo,[9] hetgeen tevens leidde tot koersdalingen van Oostenrijkse staatsleningen.[10]
- In de week van 9 januari 2012 zei de president van de Tsjechische centrale bank Miroslav Singer dat Griekenland geen verdere EU-steun zou moeten krijgen en de eurozone zou moeten verlaten.[11][12] Bondskanselier Merkel en president Sarkozy overlegden over de voorbereiding van de eurotop van eind januari.[13][14] Het door banken overnight bij de ECB gestalde bedrag steeg op vrijdag 6 januari tot € 463,6 miljard.[15] Der Spiegel berichtte dat het IMF betwijfelde of Griekenland in staat zou zijn de afgesproken bezuinigingen te realiseren.[16] Duitsland leende € 3,9 miljard zesmaands tegen -0,012%[17] (voor Nederland was dit tarief toen eveneens circa 0%, voor België 0,64%). De Belgische regering zei extra bezuinigingen toe teneinde het begrotingstekort beneden 3% te brengen; de EU had gedreigd een boete van € 700 miljoen op te leggen.[18][19] Sarkozy kreeg steun van Merkel voor een belasting op effectentransacties;[20][21] Griekenland werd opgeroepen het invoeren van - voor het tweede reddingsplan noodzakelijke wetgeving - te bespoedigen. De ECB bleek vanaf 1 januari 2012 een groot aantal niet-genoteerde obligaties als onderpand te accepteren.[22] Het door banken overnight bij de ECB gestalde bedrag steeg op dinsdag tot € 486 miljard.[23] Atheense advocaten staakten tegen de voorgenomen liberalisatie van hun beroep.[24] Griekse apotheken bleken een tekort aan medicijnen te hebben.[25] De Europese Commissie kondigde maatregelen tegen Hongarije aan.[26] Op donderdag 12 januari verbeterde de stemming aanmerkelijk: Spaanse en Italiaanse staatsleningen stegen sterk, en emissies van Spaanse staatsleningen waren een groot succes.[27][28] De onderhandelingen over de "haircut" duurden voort; het vermoeden rees dat niet alle crediteuren wilden meedoen.[29][30] De Griekse werkloosheid steeg in oktober 2011 tot 18,2%.[31] Op vrijdag 13 januari plaatste Italië diverse staatsleningen met redelijk succes.[32] De onderhandelingen over de Griekse "haircut" bleven voortduren; volgens geruchten zou Griekenland voornemens zijn medewerking bij wet af te dwingen;[33][34] het bestaan van dergelijke voornemens werd na enige tijd van regeringszijde erkend.[35] Op vrijdagmiddag daalden Spaanse en Italiaanse staatsleningen weer op een gerucht dat S&P op het punt zou staan de rating van meerdere eurozone-landen te verlagen. Dit gebeurde enkele uren later inderdaad: alleen Duitsland bleef onveranderd, Nederland, Finland en Luxemburg werden op negative watch geplaatst.[36][37][38]
- In de week van 16 januari 2012 daalden op maandag Portugese staatsleningen zeer sterk.[39][40] Het bij de ECB gestalde bedrag steeg gedurende het weekend tot € 493 miljard.[41] Minister De Jager verklaarde dat een "houdbare schuldenlast" van Griekenland voor Nederland een voorwaarde was voor verdere steunverlening.[42][43] Op 16 januari verlaagde S&P de rating van het EFSF van AAA tot AA+.[44][45] In Griekenland staakten het personeel van het openbaar vervoer in Athene, de veerdiensten, artsen, advocaten en journalisten;[46] de vakbond van het personeel van het staatselektriciteitsbedrijf weigerde klanten die de (via de elektriciteitsrekening geïnde) extra onroerendgoedbelasting niet betaald hadden af te sluiten; inmiddels betrof dit 1,5 miljoen rekeningen.[47] De tijdsdruk voor het bereiken van overeenstemming over de haircut van Griekse staatsleningen nam gestaag toe.[48] Volgens de Financial Times Deutschland bestond binnen de ECB bezorgdheid over de vraag of een faillissement van Griekenland tot schade voor de ECB en de nationale centrale banken zou leiden. Het EFSF leende € 1,5 miljard zesmaands op 0,27%. Het bij de ECB overnight gestalde bedrag steeg op maandag tot € 502 miljard.[49] Fitch kondigde aan de ratings van diverse eurolanden te herbeoordelen.[50] Op woensdag en donderdag gingen de onderhandelingen over de Griekse haircut verder zonder tot een resultaat te leiden;[51] hedge funds zouden dreigen met gerechtelijke stappen bij het Europese Hof voor de Mensenrechten.[52][53] Spanje en Frankrijk plaatsten zonder veel moeite forse bedragen aan staatsleningen.[54] Ondanks geruchten dat een overeenstemming bereikt zou zijn, werden de onderhandelingen over de Griekse haircut op zaterdag 21 januari voortgezet,[55] maar wederom zonder resultaat[56] hoewel men wel zei dat er vooruitgang geboekt was.[57] Er werden plannen aangekondigd voor een Europees ratingbureau, dat voor medio 2012 operationeel zou moeten zijn.[58] Aan het eind van de week was nog geen overeenstemming bereikt; naar verluidt wilden de private crediteuren voor de nieuwe leningen een coupon van circa 4% terwijl Griekenland (gesteund door de EU en het IMF) niet verder wilde gaan dan 3%.[59] Het IIF, dat namens de obligatiehouders onderhandelde, had men het "maximale" aanbod gedaan.[60] Het Griekse ministerie van financiën publiceerde de reeds eerder toegezegde lijst van belastingontduikers, die in totaal € 14,8 miljard aan belastingschulden hadden.[61][62]
- In de week van 23 januari 2012 wezen de EU-ministers van Financiën het bod van de private crediteuren van Griekenland af: men wilde een lagere coupon op de vervangende leningen; de voortgang van de Griekse bezuinigingen werd onvoldoende geacht.[63][64][65] Een concrete "deadline" voor de afronding van de deal werd niet genoemd.[66] S&P verlaagde de ratings van Société Générale en Crédit Agricole.[67] De Griekse minister Michalis Chrysochoidis, ten tijde van het aangaan van de oorspronkelijke overeenkomst met het IMF en de EU, gaf toe de overeenkomst destijds nauwelijks gelezen te hebben. Leden van de communistische vakbond PAME blokkeerden het Atheense hotel waar de trojka-delegatie verbleef en werden door de politie verwijderd.[68] Op de ECB werd druk uitgeoefend om mee te doen aan de haircut op Griekse staatsleningen.[69][70][71][72] Merkel uitte twijfels over de vraag of Griekenland nog gered zou kunnen worden.[73][74] In de loop van de week trad een duidelijke ontspanning op: Spaanse en Italiaanse staatsleningen stegen sterk, en Italië plaatste zonder moeite € 11 miljard aan kortlopende leningen.[75] De Spaanse werkloosheid steeg echter tot een recordniveau van bijna 23%,[76] en Fitch verlaagde vrijdagavond de ratings van diverse landen, waaronder Spanje en Italië.[77] De onderhandelingen over de haircut van Griekenland leidden (nog steeds) niet tot een akkoord, met regelmatig tegenstrijdige berichten.[78][79] De trojka zou voor het verstrekken van het tweede steunpakket van € 130 miljard -waarvan overigens ook al gezegd werd dat het eerder € 145 miljard zou kunnen of moeten zijn- een complete zeggenschap over de Griekse overheidsfinanciën verlangen, hetgeen in Griekenland op grote bezwaren stuitte.[80][81] Op zondag 29 januari 2012 zou de Griekse regering met de oppositie overeenstemming hebben bereikt over het accepteren van de door de trojka geëiste bezuinigingen.[82][83]

## Februari

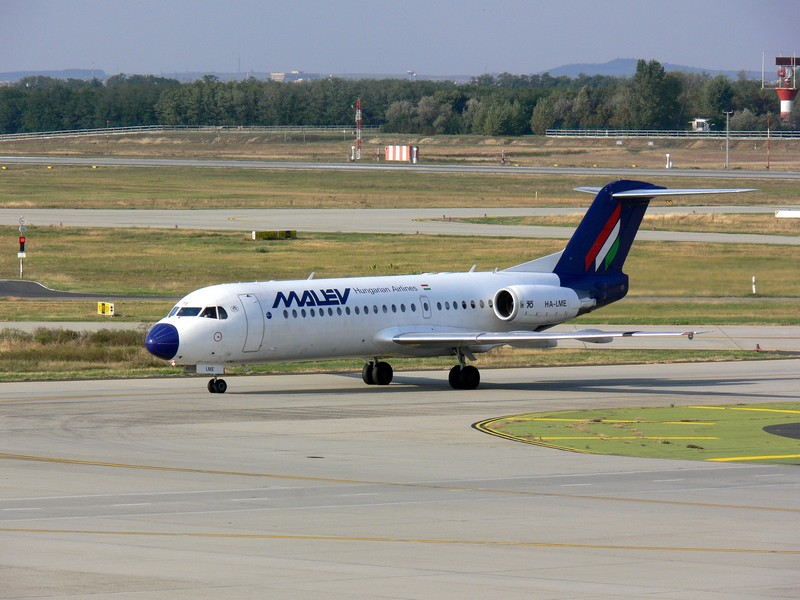
Fokker 70 van Malev

- In de week van 30 januari 2011 daalden op maandag 30 januari Italiaanse en Spaanse staatsleningen ongeveer even sterk als ze in de twee handelsdagen ervoor gestegen waren. Italië plaatste echter met redelijk succes 5- en 10-jarige staatsleningen. Een EU-topoverleg op maandag 30 januari (het zestiende in twee jaar) leidde tot weinig concrete resultaten ten aanzien van Griekenland; wel werd het nieuwe begrotingsverdrag ondertekend;[84][85] het ESM zou in juli 2012 in werking treden; de suggestie van een begrotingscommissaris die de Griekse uitgaven zou bewaken werd verworpen.[86][87][88] Volgens de FT zouden Europese banken bij de tweede LTRO (goedkope leningen voor de banken) voor circa 1000 miljard euro willen inschrijven.[89] De Griekse privatiseringen bleken tot dusver slechts € 1,8 miljard te hebben opgeleverd; het beoogde totaal van € 50 miljard zou vermoedelijk niet in 2017 maar eerst in 2020 bereikt worden.[90] De Hongaarse luchtvaartmaatschappij Malev staakte zijn activiteiten nadat de Europese Commissie verdere staatssteun verbood en bepaald had dat van 2007 tot 2010 verstrekte staatssteun terugbetaald moest worden.[91][92] De onderhandelingen over de Griekse haircut gingen verder. Tussen regeringsleiders ging de discussie steeds meer over de vraag of de ECB ook een bijdrage moest leveren (aangeduid als "official sector involvement" of OSI); volgens de Griekse minister van Financiën was dit onontkoombaar.[93] De ECB kondigde een (verdere) verruiming van onderpandvereisten aan: nationale centrale banken zouden ook onderhandse leningen als onderpand kunnen accepteren, echter voor eigen risico.[94] De Spaanse regering droeg de Spaanse banken op om binnen een jaar in totaal € 50 miljard aan voorzieningen te treffen op hun onroerendgoedportefeuille; indien ze zouden fuseren zou deze termijn twee jaar bedragen.[95]
- In de week van 6 februari 2012 werd gemeld dat Portugal adviseurs had benaderd over de mogelijkheden van een herstructurering van de staatsschuld, op de voet van Griekenland.[96] De Griekse regering voerde koortsachtige onderhandelingen met de oppositie, de vakbonden, het IMF, de ECB, de Europese Commissie en de private crediteuren. De EU-ministers van Financiën stelden snelle hervormingen van de Griekse economie als eis[97] en sloten bij monde van Juncker een niet-doorgaan van het tweede steunpakket van € 130 miljard niet langer uit;[98] op zondagavond 5 februari werd wel overeenstemming bereikt met de oppositie over extra bezuinigingen maar niet over de wijze waarop;[99] vakbonden kondigden stakingen aan tegen een voorgenomen verlaging van het minimumloon (van € 751 per maand) met 20%. De Griekse staatsschuld bleek in het derde kwartaal van 2011 te zijn gestegen tot 159,1% van het GDP.[100] In Griekenland werd op dinsdag gestaakt tegen de bezuinigingen.[101] De Duitse en Franse regering stelden voor om toekomstige betalingen aan Griekenland in een apart fonds te storten, waaruit obligatiehouders betaald zouden worden.[102] Griekenland leende € 812 miljoen zesmaands tegen 4,86%.[103][104] Een als "beslissend" aangeduide bespreking tussen de Griekse regering en de oppositie werd verschoven van dinsdagmiddag naar dinsdagavond naar woensdagochtend naar woensdagmiddag naar woensdagavond.[105] De Griekse belastingopbrengsten bleken in januari 2012 sterk achter te blijven bij de ramingen, met een daling van 7% terwijl een stijging van 9% geraamd was.[106] Volgens berekeningen van het Handelsblatt zou een faillissement van Griekenland de Duitse overheid circa € 38 miljard kosten (€ 475 per Duitser).[107] Volgens de Wall Street Journal was de ECB bereid de door hem opgekochte Griekse staatsleningen aan het EFSF te verkopen tegen de prijzen die de ECB bij aankoop had betaald.[108][109] In de nacht van woensdag op donderdag bereikten de Griekse politici na 7 uur onderhandelen geen overeenstemming over het accepteren van het eisenpakket[110] van de trojka: struikelblok bleek de verlaging van de pensioenen met 30%;[111] men beloofde de besprekingen op donderdag voort te zetten teneinde de eurogroep op donderdagavond een akkoord te kunnen berichten.[112] Echter een Duitse regeringswoordvoerder verwachtte niet dat daar een besluit genomen zou kunnen worden.[113] Uiteindelijk bleek er nog een bedrag van € 300 miljoen aan besparingen te moeten worden ingevuld; kamerlid Dora Bakoyannis stelde voor dit in te vullen door het korten op salarissen en emolumenten van Griekse politici.[114] De Griekse vakbonden belegden een 48-uurs staking op vrijdag en zaterdag.[115] Het Griekse orgaan belast met de privatiseringen verlaagde de geraamde opbrengsten van € 50 miljard tot € 19 miljard. De Griekse werkloosheid bleek in november te zijn gestegen tot 20,9%; de jeugdwerkloosheid zelfs tot 48%;[116] de Griekse industriële productie bleek in december te zijn gedaald met 11,3% op jaarbasis. In de loop van donderdag werd in Griekenland alsnog een akkoord bereikt,[117] waarna minister van Financiën Evangelos afreisde naar Brussel om het resultaat voor te leggen aan de EU-ministers van Financiën. Die bereikten echter (nog) geen overeenstemming.[118] De eurogroep (het overlegorgaan van de ministers van Financiën van de eurozone) bleek niet bereid om het steunpakket vrij te geven: eerst moest het Griekse parlement de plannen in wetgeving omzetten, er moest nog € 325 miljoen aan bezuinigingen gevonden worden, en er moest meer zekerheid zijn dat de plannen ook correct zouden worden uitgevoerd.[119][120][121][122] De Duitse minister van Financiën Schäuble toonde zich genegen de voorwaarden van het steunpakket voor Portugal te versoepelen.[123] De Griekse politievakbond eiste arrestatiebevelen voor de inspecteurs van de trojka.[124][125] S&P verlaagde de ratings van een groot aantal Italiaanse banken.[126] In de vroege uren van maandag 13 februari stemde het Griekse parlement met 199 stemmen (van 300) in met de bezuinigingen; de circa 40 parlementsleden die tegen stemden werden direct uit de partij gezet.[127] Tijdens de parlementaire behandeling vonden grootschalige ongeregeldheden plaats in Athene.[128] 150 winkels werden geplunderd en 48 gebouwen in brand gestoken.[129][130]
- In de week van 13 februari 2012 verlaagde Moody's de ratings van zes Europese landen; de ratings van Frankrijk, Oostenrijk en het Verenigd Koninkrijk werden op negative watch geplaatst.[131][132] De Griekse economie bleek in het vierde kwartaal van 2011 te zijn gekrompen met 7% op jaarbasis.[133] Atheense advocaten verlengden hun staking tot eind februari.[134] Een voor woensdag geplande vergadering van de EU-ministers van Financiën werd afgelast aangezien nog niet de van de Griekse politieke leiders (inclusief de oppositie) verlangde verklaringen dat men de geëiste bezuinigingen zou doorvoeren, was verkregen;[135] de besluitvorming werd uitgesteld tot 20 februari. De Griekse minister van Financiën beklaagde zich dat Europa "steeds nieuwe eisen stelde".[136] ND-leider Samaras bevestigde op woensdag schriftelijk zich te zullen houden aan "the program's objectives, targets and key policies"; PASOK-leider Papandreou schreef een soortgelijke brief.[137] Moody's kondigde aan de rating van circa 100 banken, waaronder 17 grote banken, te gaan herbeoordelen.[138][139][140] De Griekse consumentenorganisatie Inka riep op tot een boycot van Duitse en Nederlandse producten.[141] De ECB wisselde zijn Griekse staatsleningen om voor andere Griekse staatsleningen met overigens exact dezelfde modaliteiten, teneinde te voorkomen dat men in de PSI betrokken zou raken.[142][143][144] In de aanloop naar een vergadering van de EU-ministers van Financiën op maandag 20 februari 2012 was de opstelling van Griekenland dat men alles had gedaan wat verlangd werd, met inbegrip van de laatste € 325 miljoen aan bezuinigingen, gevonden in een (verdere) korting op pensioenen en toelagen voor grote gezinnen;[145] de vraag was echter of de voorziene schuldreductie tot 129% van het GDP in 2020 voldoende zou zijn aangezien het IMF 120% als bovengrens had gesteld.[146]
- Op maandag 20 februari verwachtte men dat de EU-ministers van Financiën een akkoord zouden bereiken over de uitwerking van het tweede reddingsplan voor Griekenland, hoewel nog diverse zaken moesten worden uitonderhandeld.[147][148] In de ochtend van 21 januari werd na 13 uur vergaderen een compromis bereikt: de haircut van de private sector werd vergroot tot 53,5% en de coupons op de vervangende leningen verlaagd tot 2% tot 2015, 3% tot 2020 en 4,3% daarna; de vervangende leningen zouden voor 31,5% (van het totaal van 100% van het uitstaande bedrag van de bestaande leningen) bestaan uit Griekse staatsleningen met looptijden van 2023 tot 2042, in combinatie met leningen waarvan de coupon afhankelijk zou zijn van de groei van de Griekse economie, en voor de resterende 15% uit kortlopende leningen ten laste van het EFSF; het toezicht op de Griekse overheidsfinanciën zou versterkt worden door een permanente aanwezigheid van controleurs; betalingen zouden via een "segregated account" lopen; de toekomstige koerswinsten van de ECB en nationale centrale banken op hun Griekse staatsleningen zouden worden uitgekeerd aan diens aandeelhouders (de nationale overheden) en konden door deze gebruikt worden voor verdere steunverlening; de rente op reeds verstrekte leningen zou verlaagd worden. Men verwachtte dat hiermee de Griekse debt/GDP-ratio in 2020 zou uitkomen op 120,5%.[149][150][151][152] Een strikt vertrouwelijk maar uitgebreid in de financiële wereld verspreid rapport van de trojka, plaatste echter vraagtekens bij dit cijfer: een combinatie van "interne devaluatie" (door loonsverlagingen) en een diepere recessie (door voortgaande vertragingen bij structurele aanpassingen en privatiseringen) zou leiden tot een debt/GDP-ratio van 160% in 2020.[153][154] Spanje had op dinsdag een zeer succesvolle veiling van schatkistpapier. De Griekse regering diende op dinsdagavond de voorgenomen wetgeving omtrent de extra bezuinigingen, de collective action clauses en de voorwaarden van de PSI bij het parlement in.[155][156][157] Het EFSF kondigde (waartoe in oktober 2011 besloten was) een dochteronderneming aan geheten European Sovereign Bond Protection Facility die effecten uitgaf geheten Sovereign Protection Certificates: deze konden worden uitgegeven gekoppeld aan staatsleningen van eurozone-lidstaten die om steun verzocht hadden, maar konden apart daarvan verhandeld worden, en zouden, indien het EFSF zijn verplichtingen niet kon nakomen, recht geven op een schadevergoeding van (circa) 25% van de hoofdsom (te betalen in contanten of in de vorm van leningen ten laste van het EFSF), mits de houder van die certificaten dan tevens houder was van vorderingen op het EFSF.[158][159][160][161] Fitch verlaagde de rating van Griekenland van CCC tot C.[162][163] Royal Bank of Scotland en Dexia rapporteerden over 2011 forse verliezen, deels veroorzaakt door afwaarderingen op Griekse staatsleningen van respectievelijk GBP 1,1 miljard en € 3,4 miljard.[164] Het Griekse parlement nam op donderdag de wet met betrekking tot de "debt swap" aan.[165] De Europese Commissie verwachtte een krimp van de Griekse economie in 2012 van 4,4%.[166] De omwisseling van Griekse staatsleningen in handen van de ECB en nationale centrale banken bleek geëffectueerd te zijn.[167] Op vrijdag kwam de Griekse regering met de officiële aankondiging van het omruilvoorstel, dat 167 pagina's omvatte.[168] Het was de grootste schuldsanering ooit. Op zaterdag 25 en zondag 26 februari vergaderden de ministers van Financiën en centrale bankiers van de G20 in Mexico-Stad over onder meer het verzoek van Europa om extra bij te dragen aan het ESM: dit werd voorshands afgewezen, waarmee de verwachting dat met name Duitsland zou moeten bijdragen aan een (vrij algemeen verwachte) vergroting van het ESM toenam.[169][170] Een aantal Griekse ondernemingen plaatste paginagrote advertenties in financiële en andere kranten waarin men wees op de veranderingen die Griekenland inmiddels had doorgevoerd en verzocht "Griekenland een kans te geven",[171] vergezeld van een website.[172]
- In de week van 27 februari 2012 werd op maandag de handel in Griekse staatsleningen op Duitse beurzen stilgelegd.[173] De Bundestag ging akkoord met het Griekse reddingsplan. Het Spaanse overheidstekort bleek in 2011 te zijn uitgekomen op 8.51%, terwijl 6,0% beoogd was.[174] Op dinsdag werd de handel in Griekse staatsleningen op Duitse beurzen hervat.[175] S&P verlaagde de rating van Griekenland tot "selective default"[176][177][178] (wat overigens beschouwd werd als een te verwachten stap van een ratingagentschap bij een dergelijke procedure) en plaatste het EFSF (het tijdelijke noodfonds/het Europese stabiliteitsfonds) op "negative outlook". De ECB bleek in de twee voorafgaande weken geen staatsleningen te hebben aangekocht, en slechts een beperkt bedrag aan covered bonds. De ECB schortte de beleenbaarheid van Griekse staatsleningen op, in afwachting van de omwisseling in nieuwe leningen.[179] Het Bundesverfassungsgericht oordeelde de procedure rond de consultatie van de Bundestag bij verdere besluitvorming omtrent steunverlening in overwegende mate in strijd met de Duitse grondwet.[180][181] Ierland kreeg, na een gunstige beoordeling door het IMF, de vijfde tranche van het steunpakket ad € 3,2 miljard. Italië emitteerde een tienjaarskrediet tegen 5,50% en een vijfjaarskrediet tegen 4,19%: in beide gevallen aanmerkelijk lager dan bij de vorige emissie.[182] De Nederlandse Tweede Kamer ging akkoord met deelname aan het tweede Griekse reddingsplan. De Ierse regering kondigde een referendum aan over het nieuwe EU-verdrag, aangezien dit een overdracht van bevoegdheden aan het Europese Hof van Justitie met zich mee zou brengen.[183][184] Het Griekse parlement stemde in met de bezuinigingsvoorstellen die € 3,2 miljard zouden moeten opleveren.[185][186] De ECB wees € 530 miljard toe op de tweede 3-jaars LTRO, waar 800 banken op hadden ingeschreven.[187][188] De Europese Investeringsbank bleek met betrekking tot zijn leningen aan Griekenland eenzelfde uitzonderingspositie te hebben verkregen als de ECB.[189] In de vroege ochtend van donderdag 1 maart nam het Griekse parlement het restant van de bezuinigingswetgeving aan, met onder meer bezuinigingen op medicijnen.[190][191] Volgens Duitse kranten zou Bundesbank-president Weidmann tegen ECB-president Draghi zijn bezorgdheid hebben geuit over de mate waarin nationale centrale banken steeds slechter collateral accepteerden, gevoegd bij de mate waarin met name de Bundesbank inmiddels vorderingen had op de centrale banken van de PIIGS-landen, hetgeen hij als een bedreiging van het financiële systeem zag.[192] De Duitse regering zou bereid zijn bezwaren tegen de uitbreiding van het ESM (het permanente noodfonds) op te geven.[193][194] De ISDA oordeelde dat de aparte behandeling van de Griekse staatsleningen in handen van de ECB en de nationale centrale banken geen "credit event" impliceerde dat tot uitbetaling van CDS´en diende te leiden, evenmin als de wetgeving waarbij met terugwerkende kracht CAC's waren ingevoerd.[195][196][197] Het (Nederlandse) Centraal Planbureau verwachtte voor 2013 een begrotingstekort van 4,5%: om aan de Europese eis van maximaal 3% te voldoen zou minimaal € 9 miljard moeten worden bezuinigd.[198] Spaanse en Italiaanse staatsleningen stegen op donderdag sterk in koers.[199] De EU-regeringsleiders besloten op 1 maart dat Griekenland aan de meeste voorwaarden voor het tweede steunpakket voldaan had; het EFSF kreeg opdracht om de circa € 30 miljard te emitteren die in het kader van de PSI (private sector involvement) aan de crediteuren zou worden uitgekeerd.[200] De omvang van het ESM bleef ongewijzigd, maar de opbouw van diens kapitaal zou sneller plaatsvinden dan oorspronkelijk voorzien.[201] Op 2 maart werd het nieuwe begrotingsverdrag ondertekend.[202][203] De Europese banken bleken van donderdag op vrijdag het recordbedrag van € 777 miljard bij de ECB gestald te hebben.[204] Moody's verlaagde de rating van Griekenland van Ca tot C; opmerkelijk was dat Moody's verwachtte dat Griekenland, ook na de schuldsanering, niet in staat zou zijn zichzelf te financieren nadat het steunpakket was uitgewerkt.[205][206]

## Maart
- In de week van 5 maart 2012 bleek de economie van de eurozone in het vierde kwartaal van 2012 met 0,3% te zijn gekrompen. Er rezen twijfels over de vraag of voldoende crediteuren op het Griekse aanbod zouden ingaan.[207] De rendementen van Italiaanse staatsleningen daalden tot beneden die van Spaanse, wat sinds de zomer van 2011 niet het geval was geweest, door twijfels of Spanje het begrotingstekort zou kunnen terugdringen.[208] Diverse grote banken en verzekeraars kondigden in de loop van de week aan mee te zullen doen aan de Griekse debt swap;[209] de Griekse regering dreigde de leningen van partijen die niet akkoord gingen niet te betalen. Het balanstotaal van de ECB was per 2 maart toegenomen tot meer dan € 3000 miljard.[210] Op donderdagochtend 8 maart zou circa 60% van de Griekse leningen voor omwisseling zijn aangemeld.[211] Op vrijdag 9 maart bleek dat ruim voldoende houders van Griekse staatsleningen akkoord waren gegaan: van de € 177 miljard aan onder Grieks recht uitgegeven leningen ging 86% akkoord, van de € 20 miljard aan leningen onder Brits recht ging 69% akkoord; het gebruik van de collective action clauses bleek echter nodig[212][213][214][215] De ISDA (International Swaps & Derivatives Association) vergaderde op vrijdag over de vraag of de gang van zaken een "credit event" impliceerde: men besloot dat dit het geval was. In de nieuwe Griekse staatsleningen (waarvan de modaliteiten en ISIN-codes inmiddels bekend waren) vond reeds op vrijdagochtend enige handel plaats, maar tegen koersen van circa 20% tot 25%, wat rendementen opleverde van circa 18% (2023) tot 14% (2042). De EU noemde de debt swap een "resounding success". De Griekse economie bleek in het vierde kwartaal te zijn gekrompen met 7,5%;[216] de Griekse jeugdwerkloosheid bleek in november te zijn gestegen tot 51,1%. De Europese ministers van Financiën besloten op vrijdagmiddag tot vrijgave van een bedrag van € 35,5 miljard.[217] Op vrijdagmiddag besloot de toezichthouder ISDA dat ten aanzien van Griekenland een "credit event" had plaatsgevonden waardoor de CDS-contracten opeisbaar geworden waren; op 19 maart 2012 zou een veiling gehouden worden van Griekse staatsleningen om de "restwaarde" te bepalen.[218][219]
- In de week van 12 maart 2012 vergaderden de ministers van Financiën van de eurozone-lidstaten over vrijgave van het tweede steunpakket, maar stelden een beslissing uit; een 40-koppige delegatie van EU-ambtenaren vertrok naar Athene om de stand van zaken te inventariseren.[220] De Europese ministers van Financiën droegen Spanje op extra bezuinigingen te treffen ter grootte van 0,5% van het GDP, nadat Spanje eenzijdig had aangekondigd voor 2012 te streven naar een tekort van 5,8% in plaats van de eerder met de EU overeengekomen 4,4%.[221][222] Moody's verlaagde de rating van Cyprus van Baa3 tot Ba1, met negative outlook, wegens de kans dat Cypriotische banken door verliezen op hun leningen aan Griekenland zodanige stroppen hadden geleden dat staatssteun nodig zou kunnen zijn.[223] Volgens een vertrouwelijk rapport van de Europese Commissie zou Griekenland in 2013 en 2014 nog € 12 miljard moeten bezuinigen, overeenkomend met 5,5% van het GDP.[224][225] Fitch verhoogde de rating van Griekenland van RD (restricted default) tot B-, op grond van de verwachte effecten van de schuldherstructurering.[226] De Europese ministers van Financiën en het IMF gingen op woensdag akkoord met het tweede steunpakket aan Griekenland.[227] Het EFSF leende Griekenland € 109 miljard, waarvan € 48 miljard bestemd was voor het herkapitaliseren van het Griekse bankwezen.[228]
- In de week van 19 maart 2012 zei PIMCO-topman El-Erian te verwachten dat Portugal voor het eind van 2012 extra steun nodig zou hebben.[229] De veiling van Griekse staatsleningen voor het bepalen van de uit hoofde van CDS-contracten (verzekeringen tegen faillissementen) te betalen bedragen leidde tot koersen van gemiddeld 21,5%, zodat verkopers van CDS'en een vergoeding van 78,5% van de nominale waarden van de contracten dienden te betalen.[230][231] De Spaanse regio Madrid kondigde aan over 2011 een groter tekort dan de geraamde 1,13% te verwachten, door € 1 miljard lagere inkomsten.[232] Een IMF-rapport over Griekenland waarschuwde dat er een aanmerkelijke kans bestond dat de huidige steunprogramma's onvoldoende effect zouden sorteren, waardoor een (nog) diepere recessie en een aanzienlijk hogere schuldquote zou ontstaan; in die situatie zouden ook officiële crediteuren op hun vorderingen moeten afschrijven, en zou een wanordelijk vertrek uit de eurozone onvermijdelijk zijn.[233][234] Het Griekse parlement ging akkoord met de bezuinigingen die voorwaarde waren voor het tweede steunpakket.[235][236] Het vertrek van PVV-kamerlid Brinkman uit de PVV-fractie leidde tot twijfels omtrent de stabiliteit van de Nederlandse regering en dalingen van Nederlandse staatsleningen.[237] De Griekse minister van Financiën Venizelos trad af om de PASOK-partij te leiden in de komende verkiezingen en werd opgevolgd door waarnemend minister van Financiën Filippos Sachinidis.[238] Griekse dichters en schrijvers demonstreerden tegen de gevolgen van de crisis. Willem Buiter, hoofdeconoom van Citigroup, zei op Bloomberg Radio dat Spanje een grotere kans had dan ooit om tot een schuldsanering te moeten overgaan, en dat Spanje het land was waar hij zich de meeste zorgen over maakte. ECB-president Draghi zei in een interview met Bild dat het dieptepunt van de crisis voorbij was.[239][240] De Griekse rekenkamer bracht een rapport uit waaruit bleek dat in 2009 de overheidsuitgaven de inkomsten met € 47 miljard hadden overtroffen.[241][242] Spaanse en Italiaanse staatsleningen daalden op donderdag verder. Voormalig ECB-bestuurder Stark waarschuwde voor het risico van een snel oplopende inflatie; hij onderschreef de oproep van ECB-bestuurder en Bundesbank-president Weidmann om snel na te denken over een afbouw van de diverse maatregelen (met name LTRO).[243] Portugese gemeenten bleken € 9 miljard aan schulden te hebben.[244] De Griekse regering nam (met aanzienlijke vertraging) de wetgeving voor de liberalisering van de taxibranche aan.[245] De Italiaanse premier Monti waarschuwde dat de financiële problemen van Spanje zouden kunnen leiden tot een heropleving van de schuldencrisis.[246]
- In de week van 26 maart 2012 sloot de Duitse bondskanselier Merkel niet uit dat het EFSF en het ESM gedurende de resterende looptijd van het EFSF parallel zouden worden ingezet, waarmee de totale capaciteit tot medio 2013 op circa € 700 miljard zou uitkomen (€ 500 miljard van het -permanente- EFSF en circa € 200 miljard resterend van het -tijdelijke- EFSF).[247] (Tot dan toe was het standpunt van de Duitse regering geweest dat het EFSF in het ESM diende op te gaan, waarmee die € 200 miljard onderdeel zou worden van die € 500 miljard.) Angel Gurria, secretaris-generaal van de OESO, zei dat de schuldencrisis "nog lang niet voorbij" was en riep op tot een vergroting van het ESM tot € 1000 miljard.[248] Monti zei dat de crisis rond de Europese staatsschulden "bijna voorbij" was.[249] Het uit hoofde van CDS'en op Griekenland uit te betalen bedrag bleek $ 2,89 miljard (€ 2,2 miljard) te bedragen.[250][251] Volgens de Spaanse krant El Pais zou de EU aandringen op EU-steun voor Spaanse banken;[252] de Spaanse regering ontkende dit. De Ierse regering maakte bekend dat het referendum over het EU-begrotingsverdrag op 31 mei zou plaatsvinden; men onderhandelde over de terugbetaling van leningen gebruikt voor de financiering van de redding van Anglo Irish Bank.[253] Hoofdeconoom van Citigroup Willem Buiter schreef te verwachten dat Spanje reeds in 2012 een beroep op steun van IMF en EU zou moeten doen.[254] De Nederlandse economie bleek in het vierde kwartaal van 2011 met 0,6% te zijn gekrompen.[255] Moody's verlaagde de rating van vijf Portugese banken.[256] De Griekse premier Papademos zei niet uit te sluiten dat Griekenland verdere steun nodig zou hebben.[257][258] De Griekse bouwsector bleek in 2011 sterk te zijn gekrompen: het volume van nieuwbouw was met 38% gedaald ten opzichte van 2010.[259] In Spanje werd op donderdag gestaakt in de aanloop naar de presentatie van de begroting voor 2012, met omvangrijke bezuinigingen.[260] Op vrijdag werd overeenstemming bereikt over een ESM met een omvang van € 800 miljard.[261]

## April
- In de week van 2 april 2012 bleek dat houders van Griekse staatsleningen, uitgegeven onder andere rechtsstelsels dan het Griekse, op grote schaal niet akkoord gingen met het omruilvoorstel. (Deze leningen vormden overigens slechts een gering deel van de totale Griekse staatsschuld.) Een 77-jarige gepensioneerde Griekse apotheker pleegde zelfmoord op het Syntagma-plein in Athene.[262] Een Spaanse staatslening was geen succes: van de beoogde € 3,5 miljard werd slechts € 2,6 miljard geplaatst. De rendementen op Spaanse staatsleningen daalden aanmerkelijk.[263]
- In de week van 9 april 2012 kondigde de Spaanse regering € 10 miljard aan extra bezuinigingen aan;[264] het rendement op Spaanse en Italiaanse staatsleningen steeg verder.[265] De Spaanse premier Rajoy zei naar aanleiding van de gestegen rendementen op Spaanse staatsleningen dat de toekomst van Spanje op het spel stond; ECB-bestuurder Nowotny zei dat Spanje alle noodzakelijke maatregelen nam.[266] Italië leende op woensdag € 8 miljard 1-jaars tegen 2,84%, wat in maart 1,4% was.[267] Spaanse en Italiaanse staatsleningen herstelden zich op woensdag weer grotendeels. DNB-president Knot zei dat Spanje het belangrijkste risico in de eurozone vormde.[268] De datum voor de Griekse verkiezingen werd bepaald op 6 mei 2012; de gedaalde populariteit van zowel PASOK als ND leek een parlementaire meerderheid van een coalitie van deze twee partijen in de weg te staan.[269] Jamie Dimon, CEO van JP Morgan Chase (en van Griekse afkomst), waarschuwde dat een vertrek van Griekenland uit de euro "catastrofale" gevolgen zou hebben.[270] Op donderdag emitteerde Italië € 2,9 miljard 3-jaars op 3,89%, wat medio maart nog 2,76% was; uitbreidingen van langer lopende leningen waren succesvol. De Ierse regering bleek een verschil van mening te hebben met Eurostat over de vraag of de schulden van "bad bank" NAMA moesten worden opgeteld bij de Ierse staatsschuld, nadat het belang van de Ierse staat (eerst 49%) tot een meerderheidsbelang was toegenomen door de overname van verzekeraar (en aandeelhouder in NAMA) Irish Life Investment Managers.[271] Portugese banken bleken eind maart 2012 € 56,3 miljard bij de ECB geleend te hebben.[272] De Griekse werkloosheid bleek in januari te zijn gestegen tot 21,8%; de jeugdwerkloosheid tot 50,8%.[273] De Spaanse premier Rajoy zei dat een bailout van Spanje niet mogelijk zou zijn maar ook in het geheel niet nodig.[274] Op vrijdag daalden Spaanse staatsleningen weer in koers,[275] maar herstelden later. Italiaanse vakbonden demonstreerden tegen de aangekondigde verhoging van de pensioenleeftijd, waardoor werknemers die (eerder) akkoord waren gegaan met ontslag geconfronteerd zouden worden met een leemte tussen het einde van hun werkloosheidsuitkering en hun pensioen; de schattingen van het aantal betrokken personen liepen uiteen van 65.000 tot 450.000.[276]
- In de week van 16 april 2012 berichtte Bloomberg dat de EU het IMF had verzocht om extra middelen om de crisis te bestrijden.[277] Het rendement op 10-jarige Spaanse staatsleningen steeg tot boven 6%.[278][279] Japan verklaarde zich bereid zijn bijdrage aan het IMF met $ 60 miljard te verhogen.[280][281] Spaanse en Italiaanse staatsleningen herstelden zich op dinsdag geheel; Spanje leende 12- en 18-maands waarbij de beoogde bedragen zonder moeite werden verkregen maar tegen duidelijk hogere tarieven dan de keer ervoor.[282][283] Griekenland leende € 1,6 miljard 3-maands tegen 4,20%.[284] Het IMF schreef in zijn Fiscal Monitor te verwachten dat Italië in 2012 een tekort zou hebben van 2,4% in plaats van de door de Italiaanse regering geraamde 1,6%; de schuldquote zou volgens het IMF per eind 2012 stijgen tot 123,4%. Voor Spanje verwachtte men een tekort van 6% in 2012 en 5,7% in 2013 (de Spaanse regering noemde hier -5,3% en -3%).[285] Volgens Reuters zou Italië er niet in slagen om in 2013 een tekort van 0% te halen.[286][287] De Spaanse centrale bank berichtte dat Spaanse banken € 53,8 miljard aan nieuw kapitaal dienden aan te trekken.[288] Duitsland leende € 5 miljard 2-jaars tegen 0,14%, wat een nieuw diepterecord was. De Spaanse huizenprijzen bleken in het eerste kwartaal te zijn gedaald met 7,2% op jaarbasis (was -6,8%). ABN AMRO bleek niet genegen om € 880 miljoen aan leningen aan de Griekse spoorwegen en de metro van Athene kwijt te schelden.[289] Ratingbureau Fitch waarschuwde dat Nederland kans liep zijn AAA-rating te verliezen;[290][291][292] Nederlandse staatsleningen daalden hierop enkele basispunten. Volgens de EU bedroeg de totale steun aan Griekenland inmiddels € 240 miljard, te vermeerderen met € 100 miljard aan afschrijving op leningen, wat overeenkwam met € 33.600 per hoofd van de Griekse bevolking en 177% van het Griekse GDP.[293][294] Voormalig belegger George Soros zei tegen Le Monde dat de euro het voortbestaan van de EU bedreigde en dat de Europese beleidsmakers Europa naar de afgrond leidden.[295] Spanje leende € 1,1 miljard tot 2014 op 3,46% en € 1,4 miljard tot 2022 op 5,74%: een als bevredigend ervaren uitslag ("Overall a good auction."), hoewel na de veiling de koersen wat daalden. De Duitse hoogleraar strafrecht Bernd Schünemann diende een strafklacht in tegen de Bundesbank wegens "gemeinschaftlichen Untreue": de Bundesbank zou, door het TARGET2 betalingssysteem niet als "feitelijk steunverleningsmechanisme" aan te merken, de Duitse bevolking misleiden.[296][297] op donderdagmiddag daalden Franse staatsleningen sterk na een gerucht over een aanstaande ratingverlaging, om zich op vrijdag te herstellen nadat dit gerucht onjuist was gebleken. Het IMF besloot tot een kapitaalsuitbreiding van $ 430 miljard.[298][299] De bezuinigingsonderhandelingen van de Nederlandse regering mislukten; minister De Jager verklaarde "alles op alles te zullen zetten" om de AAA-rating te behouden.[300][301]
- In de week van 23 april 2012 liep op maandag het rendement op Nederlandse staatsleningen snel op.[302][303] De staatsschuld in de gehele eurozone bleek per eind 2011 te zijn gestegen van 85,3% tot 87,2% van het GDP.[304] Later op de dag diende premier Rutte het ontslag van het Nederlandse kabinet in. De president van de Griekse centrale bank zei te verwachten dat de Griekse economie in 2012 zou krimpen met 5%; in maart verwachtte men nog een krimp van 4,5%.[305] De Spaanse belastinginkomsten bleken in het eerste kwartaal te zijn gedaald met 2,5% (ten opzichte van het eerste kwartaal van 2011);[306] het tekort van de Spaanse centrale overheid bleek echter ook iets te zijn gedaald; Spaanse staatsleningen stegen op dinsdag en woensdag in koers[307] Uiteindelijk bleek 96,9% van de (in aanmerking komende) Griekse staatsleningen voor omwisseling te zijn aangemeld.[308] De (ieder kwartaal gepubliceerde) Bank Lending Survey van de ECB per eind van het eerste kwartaal gaf aan dat banken iets sneller bereid waren leningen te verstrekken maar dat zowel bedrijven als particulieren aanzienlijk minder geneigd waren leningen aan te gaan.[309][310] De Franse president Sarkozy, na de eerste ronde van de presidentsverkiezingen duidelijk op achterstand, zegde een referendum toe over het vasthouden van de 3%-grens voor begrotingstekorten, hoewel hij wenste vast te houden aan een constitutioneel verbod op begrotingstekorten;[311] volgens The Telegraph was de Europese Commissie bereid de eis van maximale tekorten van 3% te laten varen.[312][313] LCH Clearnet verhoogde de margin requirements voor sommige Spaanse en Franse staatsleningen. Volgens het Griekse ministerie van arbeid ontvingen circa 200.000 Grieken ten onrechte een uitkering, ten dele omdat ze overleden waren. Volgens de Süddeutsche Zeitung zouden er plannen zijn om het ESM rechtstreeks steun aan banken te laten verlenen (zonder de omweg van steunverlening aan een staat, die die middelen zou doorgeleiden).[314] Italië leende € 8,5 miljard voor 1,5 jaar tegen 1,77%, wat eind maart nog 1,12% was.[315] De Nederlandse regering bereikte op donderdag een akkoord over bezuinigingen waarmee het tekort in 2013 op 3% zou moeten uitkomen.[316][317] S&P verlaagde de rating van Spanje met 2 notches tot BBB+, met negative outlook.[318][319][320] Volgens de Spaanse krant El Confidencial waren de grote Spaanse banken BBVA en Santander niet van plan meer Spaanse staatsleningen te kopen: men zat aan het maximum.[321] De Spaanse werkloosheid bleek in het eerste kwartaal van 2012 te zijn gestegen van 22,9% tot 24,4%.[322] Op vrijdag daalden Spaanse en Italiaanse staatsleningen sterk, maar herstelden later grotendeels. De Griekse regering bleek plannen te hebben om de beoogde privatisering van Trainose te wijzigen, en de verschillende routes apart te veilen, naar analogie van de privatisering van de Britse spoorwegen.[323][324] Italië leende € 2,4 miljard 5-jaars op 4,86% (was bij de vorige veiling 4,18%) en € 2,5 miljard 10-jaars op 5,84% (was 5,24%).[325]

## Mei
- In de week van 30 april 2012 verlaagde S&P de ratings van 16 Spaanse banken.[326] De Spaanse economie bleek in het eerste kwartaal met 0,3% te zijn gekrompen, na een gelijke krimp in het vierde kwartaal van 2011, zodat Spanje officieel in een recessie verkeerde. Niet-Spaanse beleggers bleken hun belang in Spaanse staatsleningen sterk te hebben verminderd; Spaanse banken hadden dit juist sterk uitgebreid.[327][328] Moody's liet zich gematigd positief uit over het Nederlandse begrotingsakkoord.[329] Eurogroep-voorzitter Juncker zei dat het Europese begrotingsregime moest worden aangevuld met groeibevorderende maatregelen.[330] Volgens El Pais zou de EU van plan zijn een fonds van € 200 miljard op te richten dat de economie van de perifere landen zou steunen met projecten op het gebied van infrastructuur, hernieuwbare energie en technologie;[331][332] dit werd echter de volgende dag door een EU-woordvoerster ontkend. De Griekse PASOK-lijsttrekker Venizelos (tot voor kort minister van Financiën) zei tegen The Guardian dat een voortgezet Grieks lidmaatschap van de eurozone geen zekerheid was.[333] In Griekenland werd ter gelegenheid van 1`mei gestaakt.[334] De Italiaanse werkloosheid bleek in maart te zijn gestegen van 9,6% (herzien van 9,3%) tot 9,8%. De werkloosheid in de eurozone bleek in maart te zijn gestegen van 10,8% tot 10,9%.[335][336] De EU-ministers van Financiën slaagden er op woensdag (na 16 uur vergaderen) niet in om overeenstemming te bereiken over strengere kapitaaleisen voor het bankwezen; de Britse Chancellor of the Exchequer Osborne bleef dwars liggen.[337][338] Spanje leende op donderdag in totaal € 2,5 miljard 3- en 5-jaars, tegen duidelijk hogere tarieven dan bij de vorige veilingen. De ECB hield de refi rate op 1,0%.[339] De "services PMI" (inkoopmanagersindices van de dienstensector) in Italië en Spanje bleken in april sterk te zijn gedaald: een indicatie van een verdere afname van de bedrijvigheid. In de Griekse parlementsverkiezingen leden de "gevestigde" partijen ND en PASOK een duidelijke nederlaag.[340] De Franse presidentsverkiezingen werden (in de tweede ronde) gewonnen door François Hollande.[341][342]

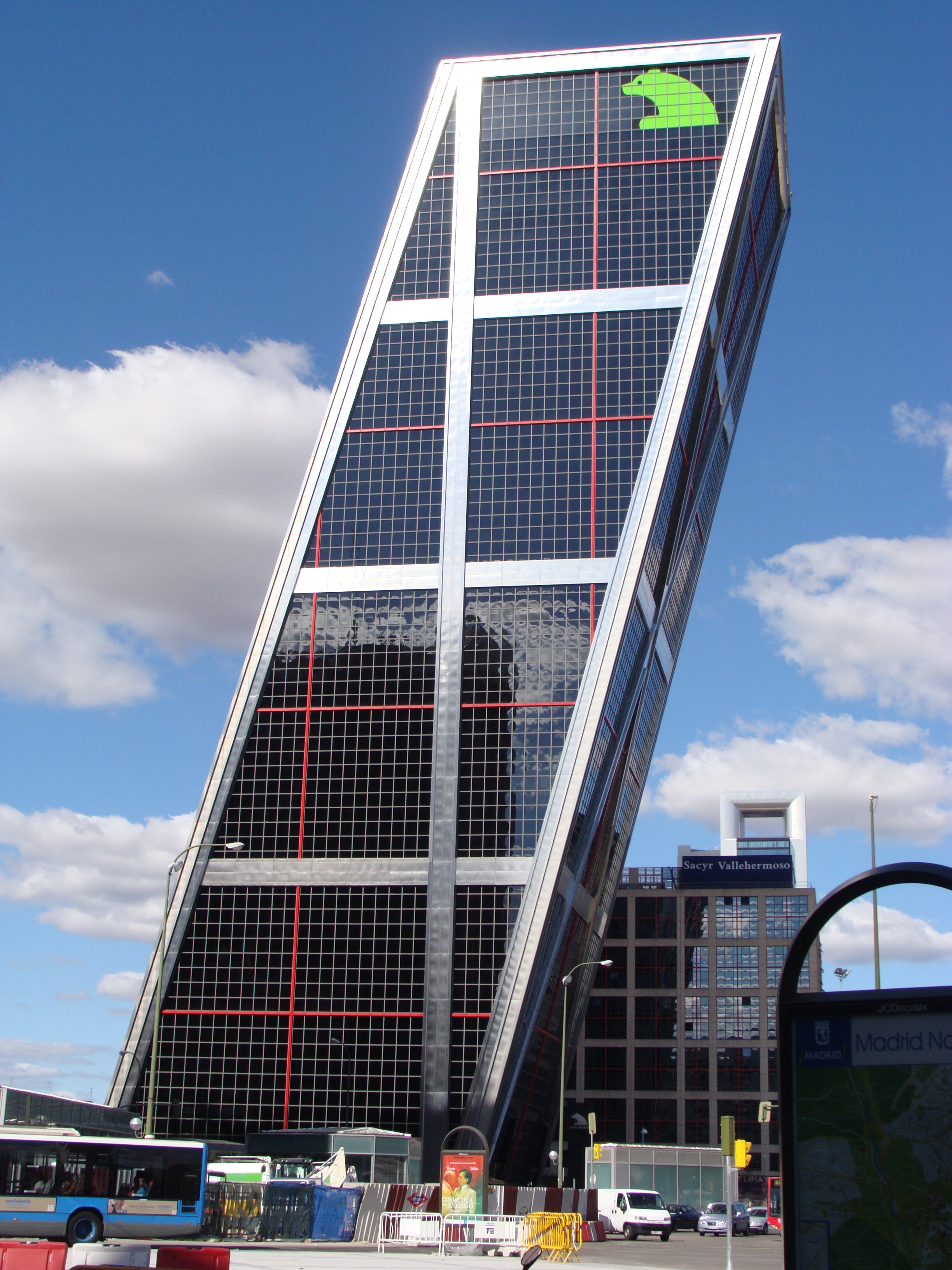
Het hoofdkantoor van Bankia in Madrid (op de foto nog met het logo van Caja Madrid, een van de banken waaruit Bankia is voortgekomen)

- In de week van 7 mei 2012 bleken de Griekse verkiezingen de vorming van een regering moeilijk te maken: de zittende gelegenheidscoalitie van PASOK en ND had 149 zetels (op 300 zetels); alle andere partijen verlangden (nog) verdere heronderhandelingen van de bestaande afspraken, zo niet waren voorstander van een eenzijdig afgekondigd moratorium.[343][344] Griekse staatsleningen daalden zeer sterk. Reeds op maandagavond gaf ND-leider Samaras zijn formatieopdracht terug.[345][346] Volgens de Spaanse krant El Confidencial was de Spaanse regering van plan om € 7 miljard in de Spaanse bank Bankia te steken.[347][348] Op maandagavond kreeg SYRIZA-leider Tsipras opdracht te trachten een regering te vormen;[349] hij bleek zich op het standpunt te stellen dat de door Griekenland in het kader van de steunverlening aangegane verplichtingen een zaak van de vorige regering waren en na de verkiezingen van nul en generlei waarde waren.[350][351] Boekingen van met name Duitse toeristen voor vakanties in Griekenland bleken sterk te dalen.[352] De Duitse regering kwam steeds meer alleen te staan in het strikt vasthouden aan de begrotingsdiscipline.[353] De Spaanse industriële productie bleek in maart te zijn gedaald met 7,5% op jaarbasis, wat de sterkste daling in ruim 2 jaar was. Volgens de Spaanse taxateur Tinsa waren de Spaanse huizenprijzen in april gedaald met 12,5% op jaarbasis. Nederland leende € 1,2 miljard 3-maands op 0,04%; Griekenland leende € 1 miljard 6-maands op 4,69%. Volgens El Confidencial (op woensdag) zou de Spaanse overheid op vrijdag Bankia en diens moedermaatschappij nationaliseren, met een kapitaalinjectie van € 20 miljard.[354][355] Volgens Le Figaro was de Duitse regering niet bereid om akkoord te gaan met stimulerende maatregelen indien dat gepaard ging met hogere schulden, aangezien de rekening dan door Duitsland betaald zou moeten worden.[356] De trojka annuleerde zijn geplande bezoek aan Griekenland. Volgens Bloomberg zou Moody's voornemens zijn meer dan 100 grote banken te gaan downgraden.[357] Spaanse staatsleningen daalden op woensdag fors in koers. Het rendement op 10-jaars Duitse staatsleningen daalde tot 1,50%. De Spaanse regering nam op woensdagavond inderdaad Bankia over door het omzetten van € 4,5 miljard aan preferente aandelen in houdstermaatschappij BFA in aandelen, waarmee een belang van 45% werd verkregen.[358][359][360] De Spaanse rente daalde op dit nieuws enigszins.[361] PASOK-leider Venizelos kreeg op donderdag opdracht te trachten een regering te vormen.[362] Nederland kreeg van de Europese Commissie geen toestemming om voor 2013 af te wijken van de 3%-regel.[363] De Griekse werkloosheid bleek in februari te zijn gestegen tot 21,7%, de jeugdwerkloosheid tot bijna 54%.[364][365] Uit een enquête door Bloomberg bleek dat 57% van de ondervraagde beleggers, analisten en handelaren verwachtte dat Griekenland nog in 2012 de euro zou verlaten.[366] De Griekse belastinginkomsten bleken sterk te dalen.[367] Op vrijdag mislukte ook de derde formatiepoging.[368][369][370] Fitch waarschuwde dat bij een vertrek van Griekenland uit de euro alle lidstaten van de eurozone op "negative watch" gezet zouden worden.[371] Spanje kondigde aan banken te nopen tot het nemen van € 30 miljard aan extra voorzieningen, waarbij de staat (via het bankensaneringsfonds FROB) € 15 miljard zou bijdragen, in de vorm van contingent convertible bonds met een looptijd van 5 jaar en een coupon van 10%.[372][373][374] Het Duitse ministerie van financiën en het IMF waarschuwden dat de instabiele politieke situatie in Griekenland zou kunnen leiden tot het niet uitbetalen van de € 4 miljard steun die gepland was voor eind juni;[375] Bundesbank-president Weidmann liet zich in vergelijkbare termen uit.[376] Ramingen van de Europese Commissie omtrent de begrotingstekorten in de diverse lidstaten voorzagen bij vrijwel alle lidstaten voor 2013 een groter tekort dan de beoogde 3%.
- In de week van 14 mei 2012 daalde op maandag de Duitse rente en stegen de Spaanse en Italiaanse rentes. Moody's verlaagde op dinsdag de ratings van 26 Italiaanse banken, en hield ze op negative outlook.[377] De Griekse president trachtte een regering van nationale eenheid te vormen, hetgeen reeds de volgende dag mislukte: op 17 juni zouden wederom verkiezingen plaatsvinden. Griekenland slaagde erin een lening van € 430 miljoen, die geen onderdeel was van de debt swap, af te lossen. Op woensdag 16 mei stegen de rendementen op 10-jarige Spaanse en Italiaanse staatsleningen tot boven de 6,50% resp. 6,00%.[378] Op donderdag verlaagde Moody's de ratings van 16 Spaanse banken[379][380] en vier Spaanse regio's.[381] Spanje betaalde op donderdag aanmerkelijk hogere rentes bij de emissie van diverse staatsleningen.[382] Boekingen voor de zomervakantie in Griekse hotels bleken 30% tot 50% lager te zijn.[383] Fitch verlaagde op donderdag de rating van Griekenland wegens de toegenomen politieke onzekerheid.[384][385][386] EU-commissaris De Gucht zei dat de EC en de ECB bezig waren een crisisplan op te stellen voor een vertrek van Griekenland uit de euro.[387] EU-parlementsvoorzitter Schultz waarschuwde dat dit zou leiden tot een ineenstorten van de Griekse economie "binnen enkele dagen".[388] Op vrijdag herstelden Spaanse en Italiaanse staatsleningen weer enigszins. LCH Clearnet verhoogde de onderpandeisen voor Spaanse staatsleningen met gemiddeld 0,5%.[389] Fitch verlaagde de ratings van vijf Griekse banken tot "junk".[390] De regeringsleiders van de G8 (acht sterkste economieën ter wereld), bijeen in Camp David (buitenverblijf van de Am. president), spraken de hoop uit dat Griekenland in de eurozone zou kunnen blijven;[391] volgens Der Spiegel hadden de Europese ministers van Financiën echter reeds gedreigd Griekenland uit de eurozone te zetten indien de volgende Griekse regering niet de door de trojka gestelde eisen zou accepteren.[392]
- In de week van 21 mei 2012 plaatste Fitch drie Cypriotische banken met grote belangen in Griekenland op negative watch.[393] De omwisseling van de Griekse staatsleningen bleek te hebben geresulteerd in een reductie van de staatsschuld van € 368 miljard per begin 2012 (179% van het GDP) tot € 280 miljard eind maart 2012 (136%); hiervan was € 130 miljard verschuldigd aan de eurozone en het IMF. De Griekse belastingopbrengsten bleken echter sterk te dalen.[394] Marktpartijen raamden dat Griekse banken inmiddels circa € 96 miljard aan emergency liquidity assistance ontvingen van de Griekse centrale bank.[395] In de aanloop naar een informele eurotop op woensdag 23 mei bleek een duidelijke kloof te bestaan tussen enerzijds Duitsland (en Nederland, Finland en Oostenrijk) en anderzijds Frankrijk, Italië en het Verenigd Koninkrijk over de merites van Eurobonds: voor gezamenlijke rekening uit te geven Europese staatsleningen;[396][397] Spanje wilde maatregelen die tot snellere resultaten zouden leiden.[398] Ook de OECD toonde zich voorstander van eurobonds. Perifere staatsleningen stegen op dinsdag flink in koers. Duitsland kondigde een tweejaarskrediet aan met een coupon van 0%. Spanje leende € 1 miljard zesmaands tegen 1,74%, wat op 24 april nog 1,58% was. Volgens het IIF zouden de Spaanse banken tot € 76 miljard extra aan voorzieningen moeten treffen (boven de reeds aangekondigde € 184 miljard).[399] De EU bereikte overeenstemming over een proefproject voor "project bonds" voor de financiering van infrastructuurprojecten: de EU zou slechts enkele honderden miljoenen bijdragen, wat met "leverage" van de private sector tot een totaal van € 4,5 miljard zou leiden.[400] Het kleinere ratingagentschap Egan Jones verlaagde de rating van Spanje van BB+ tot BB-; het eveneens kleinere ratingagentschap DBRS plaatste de ratings van Spanje, Italië, Portugal en Ierland op review for downgrade. De voormalige Griekse premier Papademos zei dat Griekenland een plan voor het vertrek uit de eurozone klaar had liggen en dat het de overige eurolanden € 500 miljard zou kosten; enkele uren later ontkende hij dat er een dergelijk plan was. Voor de Duitse tweejaarslening bleek veel belangstelling te bestaan: er werd voor circa € 7.5 miljard ingeschreven, en € 4,5 miljard toegewezen op een rendement van 0,07%.[401] De informele eurotop op woensdag 23 april leidde, zoals overigens reeds aangekondigd, niet tot concrete besluiten.[402] De Spaanse regio's bleken in 2012 geen € 8 miljard te moeten herfinancieren maar € 36 miljard: er bleken ook € 28 miljard aan bilaterale leningen van banken te vervallen.[403] Euro-MP Daniel Cohn-Bendit noemde de plannen van Syriza om het Griekse minimumloon te verhogen tot € 1300 per maand "completely idiotic".[404] De (Nederlandse) Tweede Kamer stemde in met het ESM, met de voor ratificatie van een verdrag vereiste tweederdemeerderheid; voor Nederland vloeide hieruit een bijdrage van € 4,5 miljard voort en een garantie van € 35 miljard.[405] Citibank publiceerde een rapport waarin men de verwachting uitsprak dat Griekenland per 1 januari de eurozone zou verlaten; een nieuwe Griekse munt zou direct 60% in waarde dalen.[406] Griekse staatsleningen daalden in de loop van de week sterk: de lening tot 2042 daalde tot circa 12%. Op donderdag maakte de Spaanse regering bekend een extra € 9 miljard in Bankia te steken.[407] Op vrijdag stegen de koersen van Spaanse, Italiaanse en Franse staatsleningen vrij sterk,[408] op vrijdagmiddag daalden Spaanse staatsleningen echter op een bericht dat Catalonië in acute geldnood zou verkeren. De Griekse belastinginkomsten bleken in mei sterk tegen te vallen; men zou overwegen om geld van het bankenstabiliseringsfonds te gebruiken voor het doen van de lopende uitgaven.[409] Onderhandelingen tussen de Griekse werkgeversorganisatie en Griekse vakbonden over de hervorming van collectieve arbeidsovereenkomsten werden opgeschort tot na de verkiezingen van 17 juni.[410] Op vrijdag bleek Bankia geen € 9 miljard maar € 19 miljard nodig te hebben.[411]
- In de week van 28 mei 2012 kregen de Griekse banken de reeds toegezegde herkapitalisatie door het EFSF van € 18 miljard.[412] De invulling van de staatssteun aan Bankia bleek nog uitgewerkt te moeten worden: op maandag werd bericht dat dit de vorm zou aannemen dat de Spaanse regering voor € 19 miljard aandelen in Bankia zou nemen; aangezien men dat geld niet had zou men het van Bankia lenen tegen afgifte van staatsobligaties; aangezien Bankia dat geld ook niet had zou Bankia deze staatsleningen gebruiken als onderpand voor een lening van € 19 miljard van de ECB; op dinsdag leek men van gedachten veranderd te zijn.[413] De Spaanse premier Rajoy riep op tot een statutenwijziging van het EFSF, dat ook direct in het aandelenkapitaal van banken zou moeten kunnen deelnemen. De Spaanse detailhandelsverkopen bleken in april te zijn gedaald met 11,3% op jaarbasis (-9,8% indien gecorrigeerd voor het aantal werkdagen): de grootste daling ooit. Bundesbank-president Weidmann herhaalde zijn bezwaren tegen eurobonds in een interview met Le Monde.[414] De president van de Spaanse centrale bank kondigde op dinsdag zijn ontslag per 10 juni aan; het was reeds bekend dat hij zou vertrekken maar dit was voorzien voor 12 juli.[415] Ratingbureau Egan-Jones verlaagde de rating van Spanje wederom, nu van BB- tot B. Drie (kleinere) Spaanse spaarbanken ("cajas") kondigden een fusie aan: de nieuwe entiteit zou in omvang de zevende Spaanse bank worden.[416] Op woensdag berichtte de Financial Times dat de ECB niet akkoord was gegaan met de enkele dagen daarvoor door de Spaanse regering voorgestelde wijze van financiering van de staatssteun aan Bankia; enkele uren later ontkende de ECB dit: men was niet geconsulteerd (dus had ook niets afgewezen). National Bank of Greece[417] waarschuwde dat een vertrek van Griekenland uit de eurozone zou leiden tot een daling van het gemiddelde inkomen met 55%, een daling van het Griekse GDP met 22% en een stijging van de werkloosheid tot 34%; men omschreef de kans op een vertrek uit de eurozone als "not [...] a development with a minimal possibility."[418] Op woensdag daalden Spaanse en Italiaanse staatsleningen in koers;[419] 10-jaars Duitse staatsleningen daalden tot 1,30%. De EU bleek "bereid te zijn zich voor te stellen" ("willing to envisage") dat het ESM rechtstreeks aandelen in banken zou kunnen gaan nemen. Kredietverzekeraars Euler Hermes en Coface kondigden aan niet langer exporten naar Griekenland te zullen verzekeren.[420] Spaanse en Italiaanse staatsleningen maakten op donderdag hun verliezen weer voor een groot deel goed. Fitch verlaagde de ratings van acht Spaanse regio’s; Spaanse spaarders bleken in april 2012 € 66 miljard op rekeningen buiten Spanje te hebben gestald.[421][422] De Spaanse vicepremier Soraya Sáenz de Santamaría overlegde in Washington met IMF-president Lagarde en de Amerikaanse minister van Financiën Geithner; berichten dat het IMF een reddingsplan voor Spanje voorbereidde, werden ontkend.[423] PVV-leider Wilders verloor een kort geding tegen de Nederlandse staat waarin hij opschorting van de parlementaire behandeling van de goedkeuring van Nederlandse deelname aan het ESM had gevorderd.[424][425] De werkloosheid in de eurozone steeg tot een recordniveau; Spaanse werkloosheid steeg in april van 24,1% tot 24,3%. In het Bloomberg-systeem bleek op vrijdag gedurende korte tijd een "tickercode" voor de Griekse drachme te staan: XGD, met als toelichting "'GREEK DRACHMA (POST EUR) Spot"; deze werd reeds na circa een uur verwijderd.[426] Syriza-leider Tsipras kondigde aan dat een door hem te vormen regering onmiddellijk de voorwaarden van de steunpakketten zou annuleren en alle bezuinigingen zou terugdraaien.[427][428] De Duitse regering leek bereid Spanje meer tijd te geven om het "deficit target" van 3% te bereiken.[429] CDS'en op Spanje stegen op vrijdag tot het recordniveau van ruim 600, hoewel Spaanse staatsleningen in koers stegen.[430] De Ierse bevolking keurde in een referendum van 60,3% voorstemmers (maar een opkomst van slechts iets meer dan 50%) een grondwetswijziging goed, nodig voor de Ierse ratificatie van het EU-begrotingsverdrag; de Ierse premier Kenny kondigde aan met de EU te zullen onderhandelen over de versoepeling van de voorwaarden van het steunpakket.[431]

## Juni
- In de week van 4 juni 2012 leende Nederland € 1,1 miljard tot eind augustus 2012 tegen 0%, en € 1 miljard tot eind december 2012 tegen 0,014%.[432] Portugal stak € 6,6 miljard in drie banken; het rapport van de trojka was positief.[433] S&P schatte de kans dat Griekenland binnen enkele maanden uit de eurozone zou vertrekken op ten minste 1 op 3.[434][435] Er bleek een fors meningsverschil te zijn tussen Spanje (ondersteund door diverse andere landen) en Duitsland: Spanje wilde dat het ESM rechtstreeks steun zou verlenen aan banken; Duitsland was daar op tegen: als Spanje steun wilde, moest dat op de voor het ESM voorgeschreven wijze gebeuren, dus door leningen aan Spanje.[436][437] Volgens de secretaris-generaal van de OECD waren de op dat moment bestaande rendementen van Spaanse en Italiaanse staatsleningen niet terecht, gelet op de maatregelen die die landen inmiddels hadden genomen.[438] De Duitse minister van Financiën Schäuble zei dat eurobonds eerst bespreekbaar waren nadat overeenstemming bereikt was over een volledige fiscale unie.[439] Cyprus dreigde een steunpakket nodig te hebben, volgens centrale bankpresident Panicos Demetriades.[440] De G7 hield een telefonische vergadering, waar echter geen concrete besluiten genomen werden.[441] De Spaanse industriële productie bleek in april te zijn gekrompen met 8,3% op jaarbasis.[442] Volgens de Süddeutsche Zeitung werd op Europees niveau getracht om steun aan Spaanse banken rechtstreeks door het EFSF te laten plaatsvinden, waartegenover Spanje zich zou verbinden om de bankensector verder te saneren; het bericht werd van diverse zijden ontkend.[443][444] De Griekse belastinginkomsten bleken in de eerste 20 dagen van mei te zijn gedaald met 20% op jaarbasis.[445] Volgens El Pais van donderdag 7 juni was men bezig een akkoord te bereiken: het EFSF zou geld lenen aan het Spaanse bankensaneringsfonds FROB, die daarmee individuele Spaanse banken zou herkapitaliseren. Spanje zou slechts een lichte vorm van toezicht door de trojka hoeven te accepteren, beperkt tot de bankensector, aangezien men reeds forse bezuinigingen en structurele hervormingen had doorgevoerd. Een en ander zou wel afhankelijk zijn van nog lopend onderzoek naar de omvang van de kapitaalbehoefte, die door de markten tussen € 40 miljard en € 70 miljard werd geschat, met uitschieters tot € 100 miljard.[446] Spaanse en Italiaanse staatsleningen stegen in de loop van de week opmerkelijk sterk in koers. Spanje emitteerde op donderdag staatsleningen in diverse looptijden, waarvoor opmerkelijk veel belangstelling bestond.[447][448] Op donderdagavond verlaagde Fitch de rating van Spanje met 3 notches tot BBB.[449][450] Griekse gemeenteambtenaren kondigden een staking aan voor het weekend van 16 en 17 juni, waarmee de verkiezingen en het tellen van de stemmen bemoeilijkt zou worden.[451] Het hoofd van de Griekse fiscale opsporingsdienst raamde dat in Griekenland € 40 tot € 45 miljard per jaar aan belastingen ontdoken werd: zijns inziens waren de uitlatingen van IMF-voorzitter Lagarde dat de Grieken hun problemen zouden kunnen oplossen door eenvoudigweg hun belastingen te betalen, volkomen correct.[452][453][454] Volgens Die Welt van vrijdag 8 juni 2012 zou het IMF voor de steun aan Spaanse banken een bedrag van minder dan € 50 miljard noemen: duidelijk minder dan wat de markten verwachtten.[455] De Italiaanse industriële productie bleek in april te zijn gedaald met 11,9% op jaarbasis, was -5,6%. Volgens diverse bronnen zou Spanje in het weekend van 9 en 10 juni formeel steun aanvragen, na een telefonische conferentie van de eurogroep op zaterdagochtend.[456] Op zaterdag 9 juni bleek Spanje inderdaad overeenstemming met de eurogroep te hebben bereikt over een steunpakket: Spanje zou steun aanvragen voor een nader vast te stellen bedrag van maximaal € 100 miljard voor steun aan banken; de steun zou formeel verstrekt worden in de vorm van een lening door het EFSF c.q. het ESM aan het Spaanse bankensaneringsfonds FROB, die daarbij zou optreden als agent voor de Spaanse overheid maar de Spaanse overheid zou de overeenkomst mede ondertekenen; er zou niet de eis van verdere macro-economische hervormingen aan verbonden worden; het IMF zou worden uitgenodigd om te assisteren bij de verdere hervorming van de bankensector.[457][458][459] De exacte hoogte van het bedrag zou worden bepaald nadat consultants Roland Berger en Oliver Wyman hun rapport daarover uitgebracht hadden, hetgeen naar verwachting op 21 juni zou gebeuren.
- In de week van 11 juni 2012 berichtte Der Spiegel dat Barroso, Van Rompuy, Juncker en Draghi plannen ontwikkelden voor een grootschalige Europese fiscale unie: eurozonelidstaten zouden nog slechts zelfstandig kunnen beslissen over uitgaven voor zover daar inkomsten tegenover stonden (dus tot de grens van een begrotingstekort van 0%); voor verdere uitgaven (waarvoor geld geleend zou moeten worden) zou toestemming van de eurogroep nodig zijn.[460] Spaanse en Italiaanse staatsleningen stegen op maandagochtend sterk om later de winst weer geheel te verliezen.[461][462] Ook op dinsdag daalden alle staatsleningen van de eurozone.[463] Volgens de Griekse krant Kathemerini namen Grieken massaal geld op van hun bankrekeningen.[464] Griekenland leende op dinsdag € 1,6 miljard 6-maands tegen 4,73%.[465] De Griekse regering vroeg de Franse regering om kredietverzekeringen voor leveranties van Franse exporteurs over te nemen, daar de Franse kredietverzekeraar Coface de dekking had opgeschort.[466] Econoom Nouriel Roubini en historicus Niall Ferguson riepen in Der Spiegel op tot snelle en grootschalige maatregelen om een ineenstorting van het Europese bankwezen te voorkomen.[467] Italië leende op 13 juni 2012 € 6,5 miljard 1-jaars tegen 3,97%, wat op 11 mei 2012 nog 2,34% was.[468][469] De Duitse minister van Financiën Schäuble zei in een interview in Stern dat het voorgestelde European Redemption Fund in strijd met het EU-verdrag was.[470][471] De Spaanse premier Rajoy vroeg (nogmaals) de ECB om het opkopen van staatsleningen te hervatten;[472] opmerkelijk was dat hij de term "slag" gebruikte.[473] Moody's verlaagde op woensdagavond (Europese tijd) de rating van Spanje met 3 notches tot Baa3;[474][475][476] ook de rating van Cyprus werd verlaagd.[477] De Spaanse huizenprijzen bleken in het eerste kwartaal te zijn gedaald met 5% op kwartaalbasis en 12,6% op jaarbasis. Spaanse staatsleningen daalden op donderdag sterk.[478][479][480] In de aanloop naar het weekend van de Griekse verkiezingen troffen centrale bankiers en regeringsleiders maatregelen ingeval de uitslag van die verkiezingen tot paniek zou leiden: men kondigde aan op ruime schaal liquiditeit aan het bankwezen te zullen verschaffen; geruchten omtrent het beperken van overmakingen en geldopnames deden de ronde.[481][482][483] De rendementen op Italiaanse staatsleningen daalden op vrijdag duidelijk; die op Spaanse staatsleningen ook, zij het minder.[484] De Griekse werkloosheid bleek in het eerste kwartaal te zijn gestegen tot 22,6%.[485] Bij de Griekse verkiezingen op 17 juni 2012 kwam ND als grootste partij uit de bus; een coalitie met PASOK zou tot een duidelijke parlementaire meerderheid leiden.[486]
- In de week van 18 juni 2012 bleken de dubieuze leningen in de portefeuilles van Spaanse banken in april te zijn gestegen tot 8,72% (was in maart 2012 8,37%).[487] Spaanse staatsleningen daalden, na een korte opleving, op maandag sterk.[488][489][490] Volgens Der Spiegel werd op Europees niveau overwogen om kortlopende eurobonds ("Eurobills") te introduceren;[491][492] een woordvoerder van het Duitse ministerie van financiën wees het voorstel enkele uren later af. Volgens de Griekse krant I Kathimerini zouden ruim 1000 Griekse apotheken in acute financiële problemen verkeren als gevolg van achterstallige betalingen door het socialezekerheidsfonds.[493] Het Duitse Bundesverfassungsgericht oordeelde (na een klacht van de Duitse partij Die Grünen) dat de Duitse regering de Bundestag onvoldoende had betrokken bij de besluitvorming over het ESM.[494] Volgens El Pais werd de kredietverstrekking aan het Spaanse bedrijfsleven snel stroever.[495] Spanje leende op dinsdag 12-maands op 5,07% en 18-maands op 5,11%; dit was in mei nog 2,99% en 3,30%.[496] Langer lopende Spaanse en Italiaanse staatsleningen herwonnen terrein. De "bankrun" op Griekse banken bleek direct na de verkiezingsuitslag tot staan te zijn gekomen.[497] LCH.Clearnet verhoogde de margin requirements voor Spaanse leningen. Bij de vergadering van de G20 in Los Cabos, Mexico werd gesproken over de mogelijkheid dat het EFSF of het ESM rechtstreeks Spaanse staatsleningen zou kopen; Duitsland bleek een tegenstander.[498] Spaanse en Italiaanse staatsleningen stegen op woensdag sterk op de verwachting dat dit doorgang zou vinden. Op woensdag slaagden ND, Pasok en Democratic Left erin een Griekse regering te vormen.[499] De Nederlandse huizenprijzen bleken in mei te zijn gedaald met 5,5% op jaarbasis.[500] Spanje leende € 600 miljoen 5-jaars tegen 6,1%, € 900 miljoen 3-jaars tegen 5,5% en € 700 miljoen 2-jaars tegen 4,7%; dit waren aanmerkelijk hogere tarieven dan bij vorige emissies voor deze looptijden.[501][502] De Duitse regering bereikte overeenstemming met de oppositiepartijen SPD en Die Grünen over de ratificering van het EU-begrotingsverdrag;[503][504] oppositiepartij Die Linke kondigde een spoedprocedure bij het Bundesverfassungsgericht aan.[505] Consultants Oliver Wyman en Roland Berger brachten hun rapport uit over de bedragen die nodig zouden zijn om de Spaanse bankensector te saneren: respectievelijk € 62 en € 51,8 miljard.[506][506][507][508][509] De eurogroep vergaderde op donderdag over onder meer eventuele aanpassingen in het Griekse hervormingsprogramma, maar nam geen concrete besluiten in afwachting van het rapport van inspecteurs van de trojka. Het enige weken geleden ingehouden bedrag van € 1 miljard werd vrijgegeven, onder inhouding van de Griekse bijdrage aan het ESM van € 900 miljoen.[510] De Italiaanse premier Monti zei op donderdag tegen The Guardian dat men nog een week had om de eurozone te redden.[511] Moody's verlaagde op donderdagavond de ratings van 15 (zeer) grote banken.[512] Het IMF schreef dat de crisis in de eurozone zich in een kritieke fase bevond.[513][514] De ECB verlaagde de onderpandeisen voor met name door hypotheken gedekte leningen, hetgeen vooral Spaanse banken lucht verschafte, zulks tegen de zin van de Bundesbank.[515] De Italiaanse, Spaanse, Franse en Duitse regeringsleiders vergaderden op vrijdag in Rome. Men kwam overeen € 130 miljard[516] te besteden aan groeibevorderende maatregelen; op andere gebieden (eurobonds, het gebruik van het EFSF of het ESM voor directe steun aan banken) bleef men het oneens.[517][518][519][520] Spaanse staatsleningen stegen op vrijdag sterk in koers.
- In de week van 25 juni 2012 verlaagde Fitch op maandag de rating van Cyprus van BBB- tot BB+, dus tot "junk".[521][522] Spanje diende de formele aanvraag om steun voor het saneren van de bankensector in.[523][524] De nieuwe Griekse minister van Financiën Vassilis Rapanos nam reeds na enkele dagen ontslag wegens gezondheidsredenen.[525] Moody's verlaagde de rating van 28 Spaanse banken, wel met 4 notches tegelijk, waaronder die van de grootste banken Santander en BBVA.[526][527][528] Cyprus vroeg de EU om steun, nadat de Cypriotische banken zwaar waren geraakt door de financiële problemen van Griekenland;[529] het pakket zou een omvang kunnen hebben van de helft van het Cypriotische GDP.[530] EC-president Van Rompuy presenteerde een rapport voor een verdergaande integratie op financieel, economisch en begrotingsgebied, in 10 jaar te realiseren.[531][532] De Duitse regering reageerde reeds na enkele uren negatief.[533][534] Fitch handhaafde de rating van Nederland op AAA, met stabiel vooruitzicht. Bloomberg berichtte op dinsdagavond dat Moody's voornemens zou zijn om Spanje wederom te downgraden.[535] Ratingbureau Egan-Jones verlaagde de rating van Duitsland van AA- tot A+, met negatief vooruitzicht, onder verwijzing naar de hoeveelheid vorderingen die Duitsland inmiddels op andere eurozonelanden had.[536][537][538] Merkel zei (overigens in een besloten bijeenkomst met FDP-Bundestagsleden) dat een volledige aansprakelijkheid voor schulden van andere eurozonelanden niet zou gebeuren "zolang zij leefde".[539] Italië leende 6-maands op 2,96%, wat eind mei nog 2,1% was.[540] De steunaanvraag van Cyprus werd zonder problemen goedgekeurd, hoewel Finland (net als eerder) onderpanden vroeg voor zijn bijdrage.[541] De Italiaanse regering slaagde erin de hervormingsplannen voor de arbeidsmarkt door het parlement te loodsen.[542] Het hoofd van het Griekse privatiseringsprogramma nam ontslag om persoonlijke redenen; van de beoogde € 50 miljard aan privatiseringen was € 1,7 miljard gerealiseerd.[543] Bij de eurotop van 28 en 29 juni werd na ruim 13 uur vergaderen een compromis bereikt, dat vooral betrekking had op de steun aan banken.[544] Besloten werd tot een Europees bankentoezicht, dat eind 2012 operationeel moest zijn; het ESM zou direct steun kunnen verlenen aan banken (dus niet via de nationale overheden) mits aan nader te bepalen voorwaarden voldaan werd: er zouden minder sterke eisen aan steun worden gesteld dan eerder, maar wel een "Memorandum of Understanding" zou nodig zijn.[545][546][547][548] Voorts werd de mogelijkheid geopend om het EFSF c.q. het ESM, onder voorwaarden, bestaande staatsleningen te laten kopen.[549] De onmiddellijke reactie op de obligatiemarkten was een sterke stijging van Spaanse en Italiaanse staatsleningen, en een daling van Duitse (en andere "core") staatsleningen.[550][551]

## Juli
- In de week van 2 juli 2012 beklaagden medewerkers van de ECB zich over de werkdruk.[552][553] De boekingen van vakantiegangers in Griekenland bleken na de verkiezingen sterk te zijn toegenomen, maar onvoldoende om de sterke daling in de periode daarvoor te compenseren.[554] Griekse vakbonden waarschuwden dat een groot deel van de ruim 1 miljoen werklozen in Griekenland vanaf eind augustus geen uitkering meer zouden krijgen.[555] Ierland kondigde aan om voor het eerst sinds september 2010 schatkistpapier te gaan emitteren.[556] Spanje kondigde extra maatregelen aan om de beoogde reductie van het begrotingstekort te realiseren.[557] De werkloosheid in de eurozone bleek in mei te zijn gestegen tot 11,1%. Tussen Finland (en in mindere mate Nederland) en Spanje ontstond een discussie of het besluit tot aankopen door het ESM van staatsobligaties op de tweedehandsmarkt al of niet bij unanimiteit genomen kan worden; volgens Finland was dit het geval (en Finland dreigde die toestemming te onthouden tenzij men onderpand zou krijgen) terwijl Spanje en ook Van Rompuy verwezen naar een bepaling in de statuten van het ESM dat bij een noodsituatie een meerderheid van 85% voldoende is om het ESM in actie te laten komen.[558] De Nederlandse Eerste Kamer stemde met 50 tegen 23 stemmen in met de Nederlandse deelname aan het ESM.[559] Het Italiaanse begrotingstekort bleek in het eerste kwartaal te zijn gestegen tot 8% van het bruto binnenlands product (bbp); een jaar eerder was dat nog 7% van het bbp.[560] Het percentage dubieuze leningen in de portefeuilles van Griekse banken bleek te zijn gestegen tot 18%.[561] Ruim 150 Duitse economen, onder aanvoering van Hans-Werner Sinn van het IFO, riepen op tot een opstand tegen de voorgestelde bankenunie.[562][563] S&P zei dat als de recent genomen besluiten correct werden uitgevoerd, de kans bestond dat een keerpunt in de schuldencrisis bereikt was.[564] Frankrijk kondigde aan € 754 miljoen aan op Griekse staatsleningen ontvangen rente aan Griekenland over te maken.[565] Van het onroerend goed, eigendom van de Griekse staat, bleek circa een derde illegaal door anderen gebruikt te worden.[566] Spanje kondigde € 30 miljard aan privatiseringen aan, waaronder AENA (luchthavens), RENFE (spoorwegen) en Paradores (hotels). Spanje leende op donderdag in totaal € 3 miljard 3-, 4- en 10-jaars; voor 10-jaars moest 6,43% betaald worden. De Ierse schatkistbiljetten werden geplaatst op een rendement van 1,80%. Op donderdag 5 juli verlaagde de ECB, met ingang van 11 juli, de refi rate met 0,25% tot 0,75% en de deposit rate met 0,25% tot 0%.[567][568][569] Op de persconferentie maakte Draghi in voor centrale bankiers vrij heldere bewoordingen duidelijk dat verdere actie van de ECB voorlopig niet te verwachten was. Italiaanse en vooral Spaanse staatsleningen daalden hierop sterk. De Bank of England kondigde GBP 50 miljard aan extra kwantitatieve versoepeling aan. De Griekse belastingdienst bleek van € 12,6 miljard aan opgelegde fiscale boetes slechts € 630 miljoen te hebben geïnd.[570] De Griekse regering gaf in de eerste ronde onderhandelingen met de trojka toe dat men zich niet volledig aan de afspraken gehouden had.[571] De Italiaanse regering besloot tot € 26 miljard aan extra bezuinigingen.[572][573] De open brief van Duitse economen leidde tot een open brief met een tegengestelde inhoud van andere Duitse economen.[574] De Spaanse industriële productie bleek in mei te zijn gedaald met 6,1% op jaarbasis.[575] Spaanse staatsleningen daalden op vrijdag verder door: de 10-jaarsrente raakte even 7% aan. De Finse minister van Financiën Jutta Urpilainen zei dat Finland eerder zou overwegen uit de euro te stappen dan te betalen voor de schulden van andere landen.[576][577][578] Volgens de trojka had Griekenland op 210 punten niet voldaan aan de afspraken behorende bij de steunverlening, en zou dit hersteld moeten worden voordat er enig geld uitbetaald kon worden.[579]
- In de week van 9 juli 2012 nam de Griekse onderminister van Arbeid Nikolopoulos ontslag: de Griekse regering had zijns inziens niet hard genoeg onderhandeld over het terugdraaien van bezuinigingen op pensioenen en uitkeringen.[580] Griekenland kondigde (wederom) een versnelling van het privatiseringsprogramma aan;[581] men verkocht 4 Airbus A340-toestellen van Hellenic Air voor in totaal $ 40,4 miljoen.[582] Volgens het Griekse economische onderzoeksbureau IOBE zou de Griekse economie in 2013 met 6,9% krimpen.[583] Frankrijk leende 12- en 25-weeks op -0,005% en -0,006%, en 51-weeks op 0,013%.[584][585] De eurogroep vergaderde in Brussel;[586] op de agenda stonden het Memorandum of Understanding over de steun aan Spaanse banken, de voortgang van het Griekse hervormingsprogramma, de steunaanvraag van Cyprus, de uitwerking van de besluiten van de eurotop van 28 en 29 juni en de benoeming van de directeur van het ESM.[587] Spaanse staatsleningen bereikten voorafgaand aan de bijeenkomst wederom een niveau van 7%; Duitsland plaatste zesmaands-papier tegen -0,034%.[588] Volgens geruchten zou Spanje meer tijd krijgen voor het terugdringen van het begrotingstekort. Na (reeds) 9 uur vergaderen besloot men € 30 miljard nog voor eind juli beschikbaar te stellen aan het FROB, met de bedoeling om dit zodra mogelijk om te zetten in een directe kapitaalinjectie door het ESM in Spaanse banken.[589] Voorts mocht Spanje een jaar langer doen over het terugdringen van het begrotingstekort tot 3%.[590] Spaanse staatsleningen stegen (beperkt) in koers. De (nieuwe) Griekse minister van Financiën Stournaras zei dat de Griekse regering "nu" met € 3,5 miljard aan inkomsten zou moeten komen om het hervormingsprogramma weer op de rails te krijgen, voordat men de trojka zou kunnen vragen de voorwaarden van het programma te verlichten.[591] Het Bundesverfassungsgericht zei meer tijd nodig te hebben voor een beslissing dan eerst gedacht, maar noemde geen termijn, ondanks een dringend verzoek van Schäuble en Weidmann, die bij de behandeling aanwezig waren.[592][593][594] Het Memorandum of Understanding tussen Spanje en de EU over de sanering van de Spaanse bankensector bleek inmiddels 18 pagina's te beslaan, met onder meer een financieel offer door kopers van complexe financiële producten ("subordinated hybrid debt").[595][596][597] De Spaanse regering kondigde € 65 miljard aan belastingverhogingen en bezuinigingen over een periode van twee en een half jaar aan, circa tweemaal zoveel als enkele weken daarvoor genoemd.[598][599][600] In Madrid werd gedemonstreerd door mijnwerkers en hun echtgenotes.[601][602] Italië leende € 7,5 miljard 1-jaars op 2,70%, wat medio juni nog 3,97% was.[603] 2-jaars Nederlandse staatsleningen hadden voor het eerst in de geschiedenis een negatief rendement. Ierland kwam zonder problemen door de periodieke toets van de trojka.[604] De Griekse werkloosheid bleek in april te zijn gestegen van 22% tot 22,5%.[605] Moody's verlaagde de rating van Italië met twee notches van A3 tot Baa2.[606][607][608] Italiaanse staatsleningen daalden op vrijdag aanvankelijk sterk, maar herstelden zich later. Een veiling van leningen met diverse looptijden was redelijk succesvol. Het TARGET2-saldo van de Spaanse centrale bank bleek in juni te zijn gestegen tot € -372 miljard.[609]
- In de week van 16 juli 2012 berichtte de WSJ dat de ECB vasthield aan het standpunt dat bij de sanering van Spaanse banken ook houders van gewone obligaties een bijdrage zouden moeten leveren.[610][611] Het Bundesverfassungsgericht kondigde aan op 12 september 2012 uitspraak te zullen doen over de constitutionaliteit van de Duitse deelname aan het ESM.[612] De regio Madrid kondigde aan 100 kantoorpanden te zullen afstoten.[613] Moody's verlaagde de ratings van 13 Italiaanse banken.[614] Spanje leende € 2,6 miljard 1-jaars op 3,92%, wat op 19 juni nog 5,07% was.[615] België leende € 1,5 miljard 3-maands tegen -0,016%. Portugal kreeg een volgende termijn van € 1,5 miljard van het steunpakket uitbetaald. De Duitse regering diende het wetsvoorstel voor de Spaanse bankensteun bij de Bundestag in; er bleek verschil van mening te bestaan tussen de regeringspartijen en de oppositie of de toekomstige ontwikkeling van de verplichtingen (na een inwerkingtreding van het ESM) voldoende helder was.[616][617] Spanje en Finland bereikten overeenstemming over het onderpand voor de Finse deelname aan de bankensteun: het Spaanse depositogarantiefonds zou € 767 miljoen ter beschikking stellen. Griekenland bleek een overbruggingslening tot september nodig te hebben: door vertragingen veroorzaakt door onder meer de twee verkiezingen zou de volgende tranche van de steunpakketten eerst (op zijn vroegst) in september betaald worden, terwijl op 20 augustus € 3.134 miljoen aan door de ECB gekochte Griekse staatsleningen zouden aflopen.[618][619] De FDP stelde voor vakanties van Duitsers in Griekenland te subsidiëren.[620] Nederland zou overwegen om voor de deelname aan de steun aan de Spaanse bankensector, net als Finland, onderpand te vragen.[621] Het EFSF emitteerde € 1,5 miljard 6-maands op een rendement van -0,0113%.[622] Het percentage dubieuze leningen in de portefeuilles van Spaanse banken bleek in mei te zijn gestegen van 8,72% tot 8,95%. Spaanse huizenprijzen bleken in het tweede kwartaal te zijn gedaald met 8,3% op jaarbasis en 2.5% op jaarbasis. Duitsland leende € 4,2 miljard 2-jaars op -0,06%.[623] De Griekse regering bleek in de loop van woensdag € 7,5 miljard aan bezuinigingen te hebben gevonden (van de afgesproken € 11,5 miljard.[624][625] Spanje leende € 3 miljard met looptijden van 2, 5 en 7 jaar tegen tarieven die duidelijk hoger waren dan bij de vorige veilingen.[626][627] De Bundestag, hiervoor van reces teruggekomen, keurde op donderdag met een ruime meerderheid de steun aan de Spaanse banken goed.[628] Fitch handhaafde de rating van Italië op A- (met negative outlook). In Spanje werd op donderdag op grote schaal gedemonstreerd tegen de bezuinigingen.[629][630] Het hoofd van het Griekse privatiseringsprogramma (eerst sinds juli 2011 in functie) nam ontslag.[631] De eurogroep keurde op vrijdag de steun aan Spaanse banken goed; opmerkelijk was dat de leningen een looptijd hadden van gemiddeld 12,5 jaar en maximaal 15 jaar, en dat Spanje volledig verantwoordelijk bleef voor de verstrekte steun ("The Spanish government will retain the full responsibility of the financial assistance.").
- In de week van 23 juli 2012 daalden Spaanse staatsleningen op maandag sterk in koers. LCH Clearnet verhoogde de onderpandeisen voor Spaanse en Italiaanse staatsleningen.[632] Moody's verlaagde de outlook van Duitsland, Nederland en Luxemburg van "stable" tot "negative"; Finland was hiermee het enige land in de eurozone dat nog een AAA-rating met stable outlook had[633][634] De Spaanse aandelenmarkt daalde zeer sterk. Op woensdag verlaagde Egan-Jones de rating van Italië van B+ tot CCC+. Op donderdag herstelden Spaanse en Italiaanse staatsleningen zich na uitspraken van ECB-president Draghi dat de ECB zou doen "whatever it takes" om de euro in stand te houden (echter zonder concrete maatregelen aan te kondigen). De Griekse regering bleek er nog steeds niet in te zijn geslaagd om de door de trojka geëiste bezuinigingen te vinden[635] Volgens Reuters had de Spaanse minister van Financiën de Guindos informeel gevraagd om een steunpakket van € 300 miljard; de Spaanse regering ontkende dit.[636] Berichten dat de ECB op het punt zou staan op grote schaal Spaanse staatsleningen te gaan kopen, werden door de Duitse minister van Financiën ontkend.[637]

## Augustus
- In de week van 30 juli 2012 verklaarde de Duitse minister van Economische Zaken Roessler zich tegen het verlenen van een bankvergunning aan het ESM aangezien hiermee de inflatie zou worden aangewakkerd.[638][639] De Italiaanse premier Monti riep de Franse en Finse regering op haast te maken met het ondersteunen van de euro.[640] Op woensdag 1 augustus bleek dat de ECB geen voornemen tot concrete maatregelen op korte termijn had. Hierop daalden Spaanse en Italiaanse staatsleningen aanvankelijk sterk in koers: de winst van de voorgaande dagen verdween grotendeels. (Het rendement op Spaanse 10-jaars staatsleningen steeg in circa een uur tijd met 40 basispunten.) S&P verlaagde op vrijdag de ratings van een groot aantal Italiaanse financiële instellingen. Spaanse en Italiaanse staatsleningen herwonnen enig terrein.
- In de week van 6 augustus 2012 herstelden Spaanse en Italiaanse staatsleningen zich aanvankelijk verder, om later in de week weer in koers te dalen. S&P verlaagde de outlook van Griekenland van stabiel tot negatief, bij een CCC-rating.[641]
- In de week van 13 augustus 2012 verhoogde LCH Clearnet wederom de onderpandeisen voor Spaanse en Italiaanse staatsleningen. Bondskanselier Merkel zei het standpunt van de ECB te delen dat steun door de ECB eerst kon plaatsvinden als het betreffende land steun bij het EFSF c.q. het ESM had aangevraagd, inclusief de daaraan verbonden voorwaarden.[642]
- In de week van 20 augustus 2012 berichtte Der Spiegel dat de ECB zou overwegen om (mogelijk ongelimiteerd) Spaanse en Italiaanse staatsleningen te gaan opkopen zodra de spread met Duitse staatsleningen een bepaald niveau zou overschrijden; de ECB ontkende het enkele uren later;[643] Spaanse en Italiaanse staatsleningen stegen evenwel sterk in koers.[644] Het aandeel van dubieuze leningen in de portefeuilles van Spaanse banken bleek in juni te zijn gestegen tot 9,42%: het hoogste percentage sedert dit 50 jaar geleden werd bijgehouden. De Bundesbank bleek in zijn maandbericht tegenstander van het "potentieel ongelimiteerd" opkopen van staatsleningen.[645] (Opmerkelijk was dat de Duitse ECB-bestuurder Jörg Asmussen zich voorstander toonde van deze aankopen.)[646] De Nederlandse huizenprijzen bleken in juli te zijn gedaald met 8% op jaarbasis.[647] Volgens Kathimerini zou de Griekse regering inmiddels € 13,5 miljard aan bezuinigingen gevonden hebben.[648][649] Het EFSF leende € 1,5 miljard 3-maands tegen een rendement van -0,018%.[650] S&P liet weten dat een steunaanvraag door Spanje geen negatieve gevolgen zou hoeven te hebben voor de Spaanse rating.[651] Duitsland leende € 4 miljard tweejaars tegen 0%; Frankrijk leende € 7 miljard voor 13 en 22 weken tegen iets beneden 0%.[652] De Griekse premier Samaras zei in een interview met de Süddeutsche Zeitung dat hij "persoonlijk garandeerde" dat de ruim € 100 miljard die Duitsland aan Griekenland geleend had zou worden terugbetaald.[653] De Griekse regering zou van plan zijn de officiële crediteuren te vragen om de afgesproken bezuinigingen over twee jaar extra te mogen doorvoeren.[654] Volgens Die Welt zou de ECB voornemens zijn Spaanse en Italiaanse staatsleningen te kopen indien niet-gepubliceerde rendementen overschreden werden.[655] Spaanse staatsleningen daalden op donderdag aanmerkelijk in koers. De Duitse minister van Financiën toonde zich reeds tegenstander van extra tijd voor de Griekse hervormingen en bezuinigingen.[656] LCH.Clearnet verhoogde de onderpandeisen voor Franse staatsleningen (in beperkte mate). Bondskanselier Merkel en premier Hollande bleken op donderdag na overleg in Berlijn eensgezind in hun opstelling jegens de Griekse verlangens om meer tijd te krijgen voor bezuinigingen en hervorming.[657][658] Op vrijdag bleek Merkel (na een gesprek van slechts circa twee uur) niet tot concessies bereid te zijn.[659] Spaanse en Italiaanse staatsleningen daalden op vrijdag na een bericht dat de ECB met het bekendmaken van het definitieve plan voor het opkopen van staatsleningen zou wachten tot na de uitspraak van het Duitse Bundesverfassungsgericht (op 12 september 2012). Op zaterdag bleek de Franse president Hollande eveneens niet bereid tot (veel) concessies aan Griekenland.[660] De Oostenrijkse bondskanselier Faymann zei dat Griekenland meer tijd zou kunnen krijgen om zijn leningen terug te betalen, op voorwaarde dat Griekenland de afgesproken hervormingen en bezuinigingen stipt zou doorvoeren; de Oostenrijkse minister van Financiën Maria Fekter was het hier niet mee eens.[661] Bundesbank-president Weidmann waarschuwde dat het opkopen van staatsleningen een "verslavende werking" kon hebben.[662]
- In de week van 27 augustus 2012 kondigden Griekse apothekers aan vanaf 1 september medicijnen slechts tegen contante betaling te zullen leveren aangezien de Griekse staatsgezondheidszorgorganisatie EOPYY sedert juni 2012 geen enkele betaling meer had verricht.[663] Volgens de Rheinische Post zou het trojka-rapport over Griekenland eerst in oktober gereed zijn.[664] ECB-bestuurder Asmussen noemde de mate waarin de financiële markten inmiddels twijfelden aan het voortbestaan van de euro "dramatisch".[665][666] De Griekse detailhandelsverkopen bleken in juli 2012 40% lager te zijn dan in juli 2010.[667] De Bundesbank (en diens president Weidmann leek steeds meer geïsoleerd te zijn in zijn verzet tegen het beleid van de ECB.[668] De Spaanse economie bleek in het tweede kwartaal van 2012 te zijn gekrompen met 0,4% op kwartaalbasis, na een krimp van 0,3% in het eerste kwartaal;[669] op jaarbasis bedroeg de krimp 1,3%. Spanje leende € 1,7 miljard 3-maands op 0,95% (was in juli 2,43%) en € 1,9 miljard 6-maands op 2,03% (was in juli 3,69%).[670] Catalonië vroeg de Spaanse centrale regering om € 5 miljard steun; Spanje had hiertoe in juli een fonds opgericht dat € 18 miljard bevatte.[671][672] Op woensdag 29 augustus bleken de leiders van de Griekse coalitiepartijen geen overeenstemming te hebben bereikt over het bezuinigingspakket.[673] De Spaanse regio Valencia vroeg om steun van ten minste € 3,5 miljard voor 2012 alsmede een onbekend bedrag voor nog onbetaalde rekeningen van eerdere jaren. Italië leende € 9 miljard 6-maands op 1,59% (was op 27 juli nog 2,45%). Italiaanse staatsleningen stegen aan het eind van woensdag sterk in koers na positieve uitspraken van Merkel (na een gesprek met premier Monti) over de voortgang van het Italiaanse hervormingsprogramma. Ook de Spaanse regio Murcia kondigde aan een steunaanvraag in te dienen, voor € 700 miljoen. Volgens geruchten zou ook Andalusië steun nodig hebben. Op donderdag daalden Spaanse staatsleningen aanmerkelijk in koers. Italië leende € 4 miljard 10/jaars tegen 5,82%; op 30 juli moest daarvoor nog 5,96% betaald worden.[674][675] Volgens Bild' zou Bundesbank-president Weidmann overwogen hebben ontslag te nemen, en dit ook met zijn collega-ECB-bestuurders besproken hebben, maar ervan hebben afgezien om nog enige invloed op het beleid van de ECB te kunnen uitoefenen.[676][677][678] De ILO waarschuwde dat een grexit zou leiden tot een scherpe stijging van de werkloosheid in alle landen van de eurozone; een compleet uiteenvallen van de eurozone zou nog dramatischer gevolgen hebben.[679] ECB-bestuurder Asmussen zei op donderdag dat de ECB het aankoopprogramma van staatsleningen alleen zou moeten hervatten indien het IMF betrokken zou zijn bij het steunprogramma voor het betreffende land.[680][681][682] Moody's kondigde aan dat de review van de rating van Spanje zou duren tot eind september: men wilde komende ontwikkelingen afwachten.[683] De Spaanse regering kondigde de oprichting van een "bad bank" aan, waaraan dubieuze leningen en andere bezittingen zouden kunnen worden overgedragen, waarna ze over een periode van 10 tot 15 jaar zouden worden verkocht.[684] Bankia bleek over het eerste halfjaar van 2012 een verlies van € 4,45 miljard te hebben geleden; de Spaanse staat kondigde aan dat het bankensaneringsfonds FROB € 4 miljard tot € 5 miljard in Bankia zou steken als voorschot op de uitvoering van het saneringsplan van € 19 miljard.[685]

## September
- In de week van 3 september 2012 berichtte de Spaanse krant Expansion dat de vier Spaanse banken die staatssteun hadden in het eerste halfjaar van 2012 in totaal een verlies hadden geleden van € 7,5 miljard.[686] Volgens El Pais zou de uitbetaling van de eerste termijn van de steun voor Spaanse banken van € 3 miljard eerst in november 2012 plaatsvinden, hoewel was toegezegd dat dit al eind juli/begin augustus zou zijn.[687] De Franse regering kondigde aan alle schulden van hypotheekbank CIF te garanderen, nadat sinds juni 2012 zonder succes naar een koper was gezocht.[688] Draghi zei op maandag 3 september in een besloten vergadering met de financiële commissie van het Europese Parlement dat de aankoop van staatsleningen met een looptijd tot 3 jaar geen (juridisch discutabele) vorm van staatssteun was;[689][690][691] voorts zei hij dat de ECB de controle verloren had ("had lost control") over de kosten van krediet in de eurozone; de ECB moest staatsleningen gaan opkopen "voor het voortbestaan van de euro" ("for euro's survival").[692] Op maandagavond verlaagde Moody's de rating van leningen van de EU van AAA met stable outlook naar AAA met negative outlook, onder verwijzing naar de ratings van de lidstaten die een groot deel van het budget van de EU financierden.[693][694] Weidmann kwam steeds meer alleen te staan in zijn verzet tegen de plannen van de EBC nadat ook DNB-president Knot "om ging".[695] Spaanse en Italiaanse staatsleningen stegen op dinsdag sterk in koers op de verwachting dat het aankoopprogramma doorgang zou vinden.[696] Andalusië vroeg een voorschot van € 1 miljard op nog aan te vragen steun, maar wilde die steun eerst aanvragen als bekend was welke voorwaarden daaraan zouden worden verbonden.[697] Bij de klacht bij het Bundesverfassungsgericht tegen het ESM-verdrag bleken zich in totaal 37.000 Duitse burgers te hebben aangesloten.[698] De inspecteurs van de trojka keerden terug naar Griekenland.[699] Op 5 september berichtte Bloomberg dat de ECB op 6 september een plan zou presenteren dat voorzag in ongelimiteerd opkopen van staatsleningen, maar met sterilisatie, en met een opgeven van senioriteit; men zou vasthouden aan conditionality en niet slechts stoppen met kopen zodra een land zich niet aan de voorwaarden voor steun hield maar ook de reeds gekochte leningen weer gaan verkopen.[700] Ierland kwam zonder problemen door de (inmiddels zevende) IMF-toets.[701] De Griekse werkloosheid bleek in juni te zijn gestegen tot 24,4%.[702] De Griekse oproerpolitie raakte slaags met protesterende leden van de Griekse oproerpolitie.[703] Spaanse langlopende staatsleningen stegen op donderdag 6 september aanmerkelijk in koers, vooruitlopend op de aankondiging van de besluiten van de ECB. Op 6 september hield de ECB de rentetarieven onveranderd. De ECB kondigde een ongelimiteerd aankoopprogramma (op de secundaire markt) voor staatsleningen aan, onder de naam Outright Market Transactions, onder de voorwaarde dat het betrokken land een steunaanvraag zou indienen bij het EFSF/ESM (of een lopend steunprogramma had en toegang tot de kapitaalmarkt) en over de voorwaarden overeenstemming bereikt had met EFSF/ESM en indien het IMF erbij betrokken was, het IMF; de aankopen zouden gesteriliseerd worden; de ECB zag af van een voorrangspositie ten opzichte van andere crediteuren; er zou meer transparantie betracht worden omtrent de transacties dan bij het (bij die gelegenheid beëindigde) SMP; expliciete niveaus waarop de ECB zou gaan ingrijpen werden niet genoemd; de onderpandeisen werden (nog verder) versoepeld.[704][705][706] Spaanse staatsleningen stegen hierop zeer sterk in koers, hoewel de Spaanse regering verklaarde voorlopig geen noodzaak te zien voor een steunaanvraag. Weidmann, de enige tegenstemmer in de ECB governing board, uitte in een zeer scherpe bewoordingen gesteld persbericht kritiek op deze stap.[707] De Spaanse industriële productie bleek in juli te zijn gedaald met 2,6% op jaarbasis. 1 op de 3 winkels in Thessaloniki bleek te zijn gesloten.[708] Spaanse (en andere perifere) staatsleningen stegen op vrijdag wederom sterk in koers: aan het eind van de week lag het rendement beneden 6%.[709][710]
- In de week van 10 september 2012 plaatsten de inspecteurs van de trojka vraagtekens bij € 2,2 miljard van de circa € 12 miljard aan bezuinigingen die de Griekse regering voorstelde (waarover overigens binnen de Griekse regering nog geen overeenstemming was bereikt).[711][712] Volgens Der Spiegel zou bondskanselier Merkel inmiddels besloten hebben, Griekenland in de eurozone te houden, ongeacht de kosten, en daartoe desnoods het komende trojka-rapport te laten aanpassen tot daaruit zou blijken dat Griekenland in staat zou zijn om in 2020 een schuldquote van 120% van het GDP te bereiken; daarna zou het bestaande tweede reddingsplan naar believen kunnen worden aangepast.[713] De Spaanse premier Rajoy zei niet te zullen accepteren dat andere landen hem zouden voorschrijven waar wel en niet bezuinigd zou moeten worden; op pensioenen zou hij in elk geval niet korten.[714][715] Het Bundesverfassungsreicht wees op dinsdag een verzoek van CSU-Bondsdaglid Gauweiler om een spoedvoorziening af; Gauweiler had dit verzoek ingediend omdat naar zijn mening het ECB-besluit van de week ervoor een nieuwe ontwikkeling vormde waarmee de rechters in hun (voor woensdag 12 september geplande) uitspraak rekening zouden moeten houden.[716] Op dinsdag berichtte de Griekse krant Kathimerini dat de trojka van de door de Griekse regering genoemde € 11,5 miljard aan bezuiniging slechts € 6 miljard als effectief accepteerde.[717] Op 12 september wees het Bundesverfassungsgericht de verzoeken om een voorlopige voorziening in hoofdzaak af, maar verplichtte Duitsland wel om verdragsrechtelijk vast te leggen dat de verplichtingen van Duitsland uit hoofde van het ESM het op dat moment geldende bedrag van circa € 190 miljard (€ 22 miljard deelname in het kapitaal van het ESM en bijna € 170 miljard garanties) niet zouden mogen overschrijden. (Dit zou moeten worden vastgelegd ofwel in een Duits voorbehoud bij het ESM-verdrag, of in een wijziging van het ESM-verdrag zelf.) Eerst nadat dit vastgelegd was, zou de ratificatieprocedure mogen worden afgerond.[718][719][720][721] Op 12 september bereikten de Griekse coalitiepartners wederom geen overeenstemming over de bezuinigingen van € 11,5 miljard.[722] De Spaanse premier Rajoy zei in een interview met de Finse krant Kauppalethi een steunaanvraag te overwegen en over de daarbij behorende voorwaarden te onderhandelen, maar geen kortingen op pensioenen te zullen accepteren.[723][724] Minister Schäuble waarschuwde Spanje dat een steunaanvraag zou kunnen leiden tot hernieuwd tumult op de financiële markten, in reactie op (onbevestigde) berichten dat Frankrijk Spanje had aangespoord tot een steunaanvraag.[725] De Duitse Bondspresident Gauck ondertekende op 13 september de wetgeving omtrent de Duitse deelname aan het ESM.[726] ECB-president Draghi zei in de Süddeutsche Zeitung dat de aankondiging van OMT al positieve effecten had gehad; hij erkende meer te moeten doen om zijn beleid uit te leggen en bood aan dit in de Bundestag te komen doen.[727] De Spaanse huizenprijzen bleken in het tweede kwartaal van 2012 te zijn gedaald met 14,4%, was -12,6% in het eerste kwartaal.[728][729] De EU-ministers van Financiën stelden op vrijdag 14 september een beslissing over een verlichting van de Griekse schuldenlast uit tot de tweede helft van oktober.[730] Spanje kondigde aan eind september een stimuleringsplan voor de economie te zullen presenteren.[731] In Spanje en Portugal werd op zaterdag 15 september op grote schaal gedemonstreerd tegen de bezuinigingen.[732]
- In de week van 17 september 2012 leende Nederland op maandag 3-maands en 6-maands tegen -0,073% en -0,013%.[733] Spanje leende op dinsdag € 4,6 miljard voor 12 en 18 maanden tegen 2,84% en 3,07%: iets lagere tarieven dan bij de vorige veiling.[734] Het EFSF leende € 2 miljard 6-maands tegen een rente van -0,018%.[735] De Spaanse vicepremier Sáenz de Santamaría zei dat Spanje zou overwegen een steunaanvraag te doen "indien de voorwaarden acceptabel waren".[736] Bundesbank-president Weidmann herhaalde zijn bezwaren tegen het beleid van de ECB dat zijns inziens tot inflatie zou leiden, en verwees daarbij naar Faust.[737] Op woensdag stegen Spaanse staatsleningen aanmerkelijk in koers op het bericht dat S&P niet van plan was de rating van Spanje op korte termijn te verlagen. Op donderdag leende Spanje € 3,9 miljard 30-jaars tegen 3,85% en € 859 miljoen 10-jaars tegen 5,67%: dit laatste was op 2 augustus nog 6,65%.[738][739] Ook op donderdag bereikten de Griekse coalitiepartners geen overeenstemming over het bezuinigingspakket.[740][741] Volgens de FT werd achter de schermen gewerkt aan een reddingsplan voor Spanje, dat geen verdere bezuinigingen zou inhouden; na overeenstemming zou een steunaanvraag dan een formaliteit zijn.[742][743] De Italiaanse staatssecretaris van Financiën Polillo zei dat Italië noch Spanje steun zouden aanvragen tenzij men daartoe door scherp stijgende rentes gedwongen zou worden.[744] Spanje zou overwegen de pensioenen te bevriezen en de pensioenleeftijd versneld van 65 jaar tot 67 jaar te verhogen.[745] De vertegenwoordigers van de trojka vertrokken uit Griekenland; men zou "binnenkort" terugkeren.[746] De gemeente Acharnés, een voorstad van Athene met een schuldenlast van € 130 miljoen, besloot zijn werkzaamheden tot een minimum terug te brengen nadat gebleken was dat er geen geld was om de ambtenaren te betalen; de ambtenaren dreigden hierop voor onbepaalde tijd in staking te gaan; het ministerie van binnenlandse zaken zegde toe de benodigde € 900.000 voor te schieten.[747] Op zondag 23 september 2012 bereikten bondskanselier Merkel en president Hollande geen overeenstemming over het tijdspad voor een uniform Europees bankentoezicht.[748]
- In de week van 24 september berichtte Der Spiegel dat plannen werden ontwikkeld om de "vuurkracht" van het ESM te verviervoudigen tot € 2.000 miljard;[749][750][751] kort erop werd dit door het Duitse ministerie van financiën "een illusie" genoemd. Volgens Der Spiegel zou het gat in de Griekse begroting niet de algemeen genoemde € 11,5 miljard bedragen maar circa € 20 miljard.[752] 31% van de winkels in het centrum van Athene bleek in de loop van de crisis te zijn gesloten.[753] De Griekse vakbonden GSEE en ADEDY riepen voor woensdag 26 september een 24-uurs staking uit.[754] Spanje leende driemaands op 1,20% (was op 28 augustus 0,95%) en zesmaands op 2,12% (was 2,03%).[755][756] De Griekse minister van Financiën Stournaras zei dat het (door Griekenland nagestreefde) verlengen van het hervormingsprogramma met twee jaar € 13 miljard tot € 15 miljard extra zou kosten; dit zou (onder meer) kunnen worden opgevangen door het verlengen van de door de ECB opgekochte Griekse staatsleningen.[757][758][759] De bijeenkomst van de ministers van Financiën van Finland, Duitsland en Nederland op dinsdag 25 september leidde later in de week tot beroering. Verschillende internationale media interpreteerden de verklaring van de drie ministers van Financiën als een signaal dat men terugkwam op de beslissingen van juni (eurotop). In de gemeenschappelijke verklaring leken Schaüble, Urpalainen en de Jager te beweren dat het permanente noodfonds (ESM) alleen kon worden gebruikt om problemen op te lossen die zich zouden voordoen na de implementatie van het ESM. De problemen die ontstaan waren vóór de tenuitvoerlegging zouden op nationaal niveau moeten worden aangepakt. Tot nu toe werd aangenomen dat het ESM zou kunnen worden gebruikt om de reeds noodlijdende Spaanse banken te herkapitaliseren. De Spaanse regio Catalonië riep vervroegde verkiezingen uit voor 25 november nadat besprekingen met de Spaanse regering over (de verdeling van) bezuinigingen niet tot resultaten hadden geleid.[760] Het Spaanse financieringstekort bleek tot en met augustus 4,77% van het GDP te bedragen (terwijl voor geheel 2012 een tekort van 4,5% aan de EU was toegezegd).[761] De Duitse, Finse en Nederlandse ministers van Financiën verklaarden dat directe herkapitalisatie van banken door het ESM geen betrekking mocht hebben op bestaande gevallen, en voor nieuwe gevallen eerst zou kunnen nadat injectie van privaat kapitaal en steun door de desbetreffende nationale overheid zou zijn getracht.[762] Op woensdag liep met name de Spaanse rente wederom op.[763] De Spaanse regio Castilla-la Mancha vroeg € 848 miljoen steun; hiermee was een beroep van circa € 15 miljard gedaan op het noodfonds van € 18 miljard.[764] De Spaanse regering kondigde in de begroting voor 2012 € 40 miljard aan bezuinigingen aan;[765] opmerkelijk was dat men de reserves van het staatspensioenfonds zou aanspreken voor de financiering van de verhoging met 1% (plus indexatie) van de pensioenen in 2013.[766][767] Ratingbureau Egan-Jones verlaagde de rating van Spanje van CC+ tot CC. De Griekse coalitie bleek overeenstemming bereikt te hebben over € 13,5 miljard aan bezuinigingen.[768] Het Catalaanse Parlement nam een motie aan die opriep tot een referendum (in Catalonië) over afscheiding; de Spaanse vicepremier Sáenz de Santamaría zei dat dit ongrondwettig zou zijn en dat men desnoods het constitutionele hof zou vragen dat referendum te verbieden. Op vrijdag steeg de Spaanse 10-jaarsrente weer tot even boven 6%.[769] In de loop van vrijdagmiddag herstelden Spaanse staatsleningen weer, op het gerucht dat het rapport omtrent de kapitaalbehoefte van de Spaanse banken een aanzienlijk hoger bedrag zou noemen dan de tot dan toe verwachte € 60 miljard, waardoor Spanje gedwongen zou zijn om gedurende het weekend een steunaanvraag in te dienen, waarna de ECB reeds de volgende maandagochtend zou kunnen starten met het aankopen van Spaanse staatsleningen. Het om 18.00 uur gepubliceerde rapport noemde een bedrag van € 59,3 miljard; na verwerking van de fiscale effecten resulteerde er een kapitaalbehoefte van € 53,7 miljard.[770]

## Oktober
- In de week van 1 oktober 2012 bleek de jeugdwerkloosheid in Griekenland te zijn gestegen tot 55,4%, hoger dan de Spaanse 52,9%.[771] Op dinsdag schreef Moody's dat de Spaanse banken mogelijk aanzienlijk meer kapitaal nodig zouden hebben (tot € 105 miljard) dan wat de week ervoor gerapporteerd was.[772][773] Spaanse staatsleningen stegen op dinsdag echter sterk in koers na berichten dat Spanje nagenoeg overeenstemming had met de EU over de voorwaarden van een bail-out; de Duitse regering zou bezwaar hebben omdat men dan wederom het Duitse parlement om toestemming zou moeten vragen.[774] De Spaanse minister-president sprak tegen dat hij op (zeer) korte termijn een steunaanvraag zou doen.[775] Op woensdag kondigde Portugal een "debt exchange" aan waarbij men aanbood in september 2013 vervallende staatsleningen om te wisselen in in oktober 2015 vervallende staatsleningen: daarmee zou men bereiken dat het in 2013 af te lossen bedrag verminderd werd, en zou tevens "getest" kunnen worden of beleggers weer genegen waren om in Portugese staatsleningen te beleggen.[776] De inspecteurs van de trojka, teruggekeerd naar Griekenland, bleken bij € 3,5 miljard van de door Griekenland gevonden € 11,5 miljard aan bezuinigingen twijfels te hebben.[777] Portugal kondigde belastingverhogingen aan, teneinde aan de Europese begrotingseisen te kunnen voldoen.[778] Cyprus zou van plan zijn om € 11 miljard steun te vragen, overeenkomend met 62% van het GDP,[779] (Het verzoek om steun was reeds in juni 2012 gedaan, maar zonder concreet bedrag. Cypriotische banken waren in moeilijkheden gekomen door de crisis rond Griekenland.) Spanje leende op donderdag € 4 miljard voor looptijden van 2 tot 5 jaar tegen gemiddeld lagere tarieven dan de vorige keer.[780] De EU zou twijfels hebben geuit over de haalbaarheid van de Spaanse begroting;[781] de president van de Spaanse centrale bank zei de officieel verwachte krimp van het Spaanse GDP in 2013 (0,5%) optimistisch te vinden. De ECB hield op donderdag de refi rate op 0,75%; Draghi benadrukte bij de persconferentie dat het starten van het OMT-programma afhankelijk was van een steunaanvraag door een eurozone-lidstaat, en dat het gebruik van OMT (onverminderd) afhankelijk werd gesteld van conditionality en het hebben van toegang tot de financiële markten.[782] Op donderdag berichtte Reuters dat het ESM overwoog om de steun aan Spanje niet te doen door het rechtstreeks verstrekken van leningen, maar door het gedeeltelijk garanderen van door Spanje in de markt aan te trekken leningen.[783][784] (Deze constructie was in het kader van het EFSF ook aan de orde gekomen, in oktober/november 2011 en later, maar was daar nooit gebruikt. Het (verhoopte) effect ervan zou zijn dat het ESM niet direct geld zou hoeven aan te trekken, maar voorlopig zou kunnen volstaan met het aantrekken van een zodanige hoeveelheid kapitaal dat het bestaan van deze garantie vast stond.) Op donderdag werden besprekingen tussen de Griekse regering en de troika over het meningsverschil over € 2,5 miljard aan bezuinigingen reeds na 45 minuten afgebroken.[785] De Griekse premier Samaras vergeleek de situatie in Griekenland met die van laatste jaren van de Weimarrepubliek;[786] als de volgende tranche niet werd betaald zou Griekenland eind november failliet zijn.[787] Een woordvoerder van het IMF zei dat het IMF geen verdere tranches zou uitbetalen indien de Griekse schuldenpositie niet "sustainable" zou blijken te zijn (waarbij "sustainable" werd omschreven als: een zodanig traject dat de staatsschuld in 2020 120% van het GDP zou zijn).[788]
- In de week van 8 oktober 2012 ging op maandag het ESM officieel van start.[789] Fitch kende het ESM een AAA-rating toe; Moody's eveneens maar met een negative outlook. De EU-ministers van Financiën besloten Portugal de volgende tranche (€ 4,3 miljard) van het steunpakket toe te kennen.[790] Griekenland kreeg tot 18 oktober de tijd om de (reeds in maart 2012 gemaakte) afspraken na te komen.[791][792] Moody's verlaagde de rating van Cyprus met drie notches tot B3.[793] Het IMF verlaagde in zijn World Economic Outlook de groeiramingen voor vrijwel alle landen; opmerkelijk was de raming voor Spanje (voor 2013 een krimp van 1,3% verwacht door het IMF versus -0,5% door de Spaanse regering).[794][795] Bondskanselier Merkel bezocht Athene; een groot deel van het centrum was afgesloten en er waren 7.000 man politie op de been.[796] Merkel onderstreepte haar wens Griekenland in de eurozone te houden, maar herhaalde de opdracht, 89 structurele hervormingen door het parlement te loodsen alvorens de volgende tranche van het steunpakket kon worden uitbetaald;[797] de Griekse regering beschouwde het bezoek als positief.[798] Het zes uur durende bezoek ging gepaard met omvangrijke demonstraties.[799] Het IMF riep in het halfjaarlijkse Global Financial Stability Report Europa op haast te maken met de vorming van een bankenunie.[800][801][802] Op woensdagavond verlaagde S&P de rating van Spanje met twee notches tot BBB-, één niveau boven "junk".[803][804] Spaanse staatsleningen daalden op donderdag aanvankelijk, maar herstelden zich later; op vrijdag stegen Spaanse staatsleningen zelfs aanmerkelijk. IMF-president Lagarde zei dat Griekenland twee jaar langer tijd zou moeten krijgen voor het doorvoeren van de bezuinigingen en hervormingen.[805] De EC publiceerde het interim-rapport over de "roadmap" waartoe op de eurotop in juni 2012 opdracht was gegeven.[806] Draghi zei te betwijfelen of de Europese bankenunie op 1 januari 2013 van start zou kunnen gaan, ook als de desbetreffende wetgeving op die datum in werking zou treden: de feitelijke uitwerking zou geheel 2013 in beslag kunnen nemen.[807]
- In de week van 15 oktober 2012 berichtte El Pais dat Spanje eerst een steunaanvraag zou doen als gegarandeerd werd dat de spread tussen Spaanse en Duitse staatsleningen zou worden teruggebracht tot circa 200 basispunten (op dat moment was dit ruim 400 basispunten).[808] Volgens Reuters zou Spanje in november 2012 een steunaanvraag doen.[809] Bondskanselier Merkel zei een tweede "haircut" van de Griekse staatsschulden uitgesloten te achten.[810][811] Op dinsdag berichtte de FT dat Spanje bereid was een steunaanvraag te doen waarbij men het ESM slechts een kredietlijn zou vragen, maar geen concrete leningen aangezien men van mening was dat dit niet nodig was; met deze steunaanvraag zou de weg vrij zijn voor de ECB om bestaande Spaanse staatsleningen te gaan opkopen.[812] S&P verlaagde de ratings van een groot aantal Spaanse banken.[813] De Portugese regering presenteerde de begroting voor 2013, met omvangrijke bezuinigingen en lastenverzwaringen.[814] De besprekingen tussen de trojka en de Griekse regering over de bezuinigingen werden op dinsdagmiddag afgebroken.[815] Op dinsdagavond liet Moody's de rating van Spanje ongewijzigd op Baa3, maar met behoud van negative outlook.[816][817][818] Spaanse staatsleningen stegen op woensdag sterk in koers.[819] De Franse bank Crédit Agricole verkocht haar Griekse dochter Emporiki Bank aan de Griekse Alpha Bank voor € 1.[820][821] S&P verlaagde de rating van Cyprus van BB tot B.[822] Op woensdagavond hadden Griekenland en de trojka op de meeste punten van de verlangde bezuinigingen overeenstemming bereikt.[823] Op donderdag werd in Griekenland op grote schaal gestaakt.[824][825] Het percentage dubieuze leningen in de portefeuilles van Spaanse banken steeg in augustus van 10,1% tot 10,5% (van € 173,2 miljard naar € 178,6 miljard).[826][827] Spanje leende zonder problemen in totaal € 4,5 miljard 3-, 4- en 10-jaars.[828][829] De FT berichtte dat de juridische dienst van de EU tot de conclusie was gekomen dat de op dat moment bestaande plannen voor het Europese bankentoezicht door de ECB niet zonder een verdragswijziging konden worden doorgevoerd.[830] De Spaanse regering maakte details bekend omtrent de "bad bank" waar slechte leningen aan zouden worden overgedragen; men verwachtte dat daarmee maximaal € 90 miljard zou zijn gemoeid.[831] Een Spaanse steunaanvraag bleef uit.[832] De Spaanse huizenprijzen bleken in het derde kwartaal te zijn gedaald met 9,3% op jaarbasis; de financiële markten reageerden hier echter niet op. Op de eurotop werd op 19 oktober 2012 (ditmaal na 10 uur vergaderen) een compromis bereikt over het uniforme bankentoezicht: de regelgeving zou nog in 2012 worden afgerond, maar de invoering zou gespreid over 2013 plaatsvinden, te beginnen met de banken die staatssteun kregen, en daarna de grote internationaal opererende banken, waarna begin 2014 alle 6000 banken onder toezicht van de ECB zouden vallen.[833][834] Verdere besluiten werden niet genomen,[835] met name niet over een steunaanvraag van Spanje (die ook niet gedaan was)[836] noch over deelname van het ESM in het kapitaal van banken, waarover onduidelijkheid bleef bestaan.[837] De Spaanse regio Asturia en de Balearen vroegen eveneens steun aan het steunfonds voor de Spaanse regio's voor respectievelijk € 262 miljoen en € 355 miljoen; hiermee was circa € 17 miljard van de € 18 miljard gebruikt.[838] Het Griekse begrotingstekort over 2011 werd herzien van 9,1% van het GDP tot 9,4%; de staatsschuld eind 2011 werd herzien van 165,3% tot 170,6% van het GDP.
- In de week van 22 oktober 2012 bleek dat het overheidstekort in de gehele eurozone in 2011 was uitgekomen op 4,1%.[839] Het Griekse tekort over 2011 werd herzien van 9,1% tot 9,4%; de staatsschuld van 165,3% tot 170,6%.[840] De Portugese staatsschuld was inmiddels 117% van het GDP en zou eind 2012 uitkomen op € 200 miljard.[841] De Spaanse regering erkende dat het tekort over 2012 zou uitkomen op 7,3% in plaats van de met de EU overeengekomen 6,3%;[842] de Spaanse economie bleek in het derde kwartaal van 2012 te zijn gekrompen met 0,4%, iets minder dan verwacht.[843] Moody's verlaagde de ratings van Catalonië, Extremadura, Andalusië en Castilla-la Mancha.[844][845] Spanje leende zonder noemenswaardige problemen € 3,5 miljard 3- en 6-maands, langer lopende leningen daalden iets. Het Hof van Justitie behandelde vragen van het Ierse Supreme Court omtrent de geldigheid van het besluit tot oprichting van het ESM; de Ierse parlementariër Thomas Pringle had bij de Ierse rechter de geldigheid aangevochten op de grond dat de Ierse regering daarmee te veel soevereiniteit opgaf.[846][847] Nadat apotheken in Catalonië gedreigd hadden op 25 oktober te gaan staken wegens onbetaalde rekeningen, maakte de Spaanse regering direct € 99 miljoen over aan de regio. Op dinsdag bereikten de Griekse coalitiepartijen (wederom) geen overeenstemming over de bezuinigingen.[848] Het personeel van de Griekse rechterlijke macht staakte op dinsdag en woensdag.[849] Volgens de Süddeutsche Zeitung zou Griekenland twee jaar uitstel krijgen om op een overheidstekort van 3% te komen (van 2014 naar 2016), maar hoe het daarmee gemoeide extra tekort van € 15 miljard tot € 18 miljard opgevuld zou moeten worden, was echter onduidelijk; de privatiseringsdoelstellingen werden sterk teruggebracht;[850] enkele uren later ontkende ECB-bestuurder Asmussen dat er al overeenstemming bereikt was.[851] Volgens El Confidencial zou de troika aandringen op grotere afwaarderingen van dubieuze activa van Spaanse banken, voordat het bankensaneringsplan zou kunnen worden doorgevoerd.[852][853] De regio Madrid trok een aangekondigde obligatieveiling terug. Draghi verdedigde het OMT-programma voor een aantal commissies van de Bundestag.[854][855] Op woensdag deden Griekenland, de andere Europese landen en het IMF tegenstrijdige uitlatingen over het al dan niet bereikt zijn van een akkoord: volgens Griekenland was dit het geval, volgens de anderen niet.[856][857][858] Het IMF gaf de volgende tranche van het steunpakket aan Portugal vrij.[859] Volgens Bloomberg oefenden de ECB en de EC druk uit op Bankia om houders van achtergestelde leningen tot een haircut te dwingen bij de ruil in aandelen Bankia.[860][861] De Spaanse werkloosheid bleek in het derde kwartaal te zijn gestegen tot 25%;[862][863][864] de jeugdwerkloosheid zelfs tot 52%. De Spaanse centrale bank verving het hoofd van de afdeling bankentoezicht. Volgens een uitgelekt concept-rapport van de trojka zou de Griekse staatsschuld in 2020 uitkomen op 136% van het GDP in plaats van de beoogde 120%, en dan nog bij een positief scenario.[865] Volgens Der Spiegel zou het concept-rapport van de trojka aansturen op gedeeltelijke kwijtschelding van de Griekse staatsschulden door de overheidssector;[866][867] Schäuble wees dit direct af.[868][869][870]

## November
- In de week van 29 oktober 2012 bleken de Spaanse detailhandelsverkopen in september te zijn gedaald met 10,9% op jaarbasis.[871] Rajoy zei na een overleg met Monti dat Spanje eerst een steunaanvraag zou doen als hij meende dat dat in het belang van Spanje zou zijn.[872] Spanje kondigde details aan omtrent de "bad bank" geheten SAREB, die voor € 60 miljard aan activa van banken zou overnemen, met kortingen van gemiddeld 63% op ingekocht onroerend goed en van gemiddeld 46% op leningen aan projectontwikkelaars; de toekomstige aandeelhouders werd een rendement van "conservatief geschat" 14% tot 15% in het vooruitzicht gesteld.[873][874][875] De Spaanse economie bleek in het derde kwartaal te zijn gekrompen met 0,3%, wat neerkwam op -1,6% op jaarbasis.[876][877][878] Italië leende zonder problemen € 78 miljard 5- en 10-jaars.[879] Op woensdag staakten Griekse journalisten tegen plannen hun eigen financieel gezonde ziekenfonds met het slecht lopende staatsziekenfonds te laten fuseren.[880] De werkloosheid in de eurozone bleek in september te zijn gestegen tot 11,6%.[881][882] Het Griekse parlement nam op woensdag een wet aan voor de privatisering van diverse staatsbedrijven; het programma werd echter fors teruggeschroefd.[883] De eurogroep hield een telefonische vergadering over Griekenland maar constateerde dat er nog geen besluit te nemen was.[884] De Griekse journalist Costas Vaxenavis werd vrijgesproken na een aanklacht wegens overtreding van de Griekse privacywetgeving nadat hij een lijst had gepubliceerd van circa 2000 Grieken die rekeningen hadden bij Zwitserse banken;[885] deze lijst was in 2010 door Lagarde (toen de Franse minister van Financiën) aan de Griekse minister van Financiën Papaconstantinou overhandigd, die hem daarna geruime tijd was kwijtgeraakt, evenals zijn opvolger Venizelos.[886] PASOK, een van de drie Griekse coalitiepartijen, bleek met interne spanningen te kampen.[887] De Griekse minister van Financiën Stournaras zei echter "fairly confident" te zijn dat de bezuinigingsvoorstellen zouden worden aangenomen.[888] Volgens het Griekse Court of Audit waren de voorgenomen bezuinigingen op pensioenen in strijd met de Griekse grondwet.[889] Volgens Die Welt zou de ECB bij het accepteren van Spaanse staatsleningen als onderpand in strijd met haar eigen regels handelen: kortlopende leningen zouden door de ECB behandeld worden als hadden deze een A-rating, terwijl ratingbureau DRBS die rating slechts voor langlopende leningen hanteerde, met als gevolg dat de ECB een kleinere "haircut" toepaste dan het geval zou moeten zijn. (De andere ratingbureaus hadden Spaans schatkistpapier een B-rating toegekend.)[890]
- In de week van 5 november ontkende de Spaanse centrale bank dat de ECB zijn onderpandregels onjuist had toegepast: nu DBRS geen aparte kortetermijnratings had, kon voor kortlopende leningen de langetermijnrating worden gehanteerd. Volgens El Confidencial zou FDP-voorman Roesler gewaarschuwd hebben dat de FDP tegen steunverlening aan Spanje zou stemmen in de Bundestag.[891] De onbetaalde rekeningen van Spaanse regio's bleken in 2012 met € 10 miljard te zijn toegenomen.[892] Het aantal Spaanse werklozen bleek in oktober 2012 te zijn gestegen met 128.000. De Duitse inlichtingendienst BND waarschuwde dat een steunpakket voor Cyprus vooral ten goede zou komen aan Russische rekeninghouders die € 26 miljard bij Cypriotische banken gestald hadden.[893] Het IMF riep Frankrijk op structurele hervormingen door te voeren om de internationale concurrentiepositie te verbeteren.[894] De Griekse vakbonden GSEE en ADEDY riepen op dinsdag en woensdag een 48-uursstaking uit;[895] de opkomst bij de daarbij behorende demonstratie viel tegen, wat geweten werd aan een gelijktijdige staking van het Atheense openbaar vervoer.[896] Het Griekse parlement stemde op woensdagavond over in totaal 500 pagina's wetsvoorstellen die men eerst op maandagavond had ontvangen.[897] Ze werden met een zeer krappe meerderheid (153 stemmen voor, op 300 parlementsleden) aangenomen.[898][899][900] EU-commissaris Rehn zei dat de Griekse staatsschuld "unsustainable" was maar sloot een "OSI" (afschrijving door de officiële sector) uit. Spanje leende op donderdag € 4,8 miljard voor verschillende looptijden en had daarmee zijn financieringsbehoefte voor 2012 gedekt. De Griekse werkloosheid bleek in augustus te zijn gestegen tot 25,4%; de jeugdwerkloosheid zelfs tot 58%.[901] Schäuble zei op donderdag niet te verwachten dat op maandag 12 november een beslissing over het vrijgeven van de € 31 miljard genomen zou kunnen worden.[902]

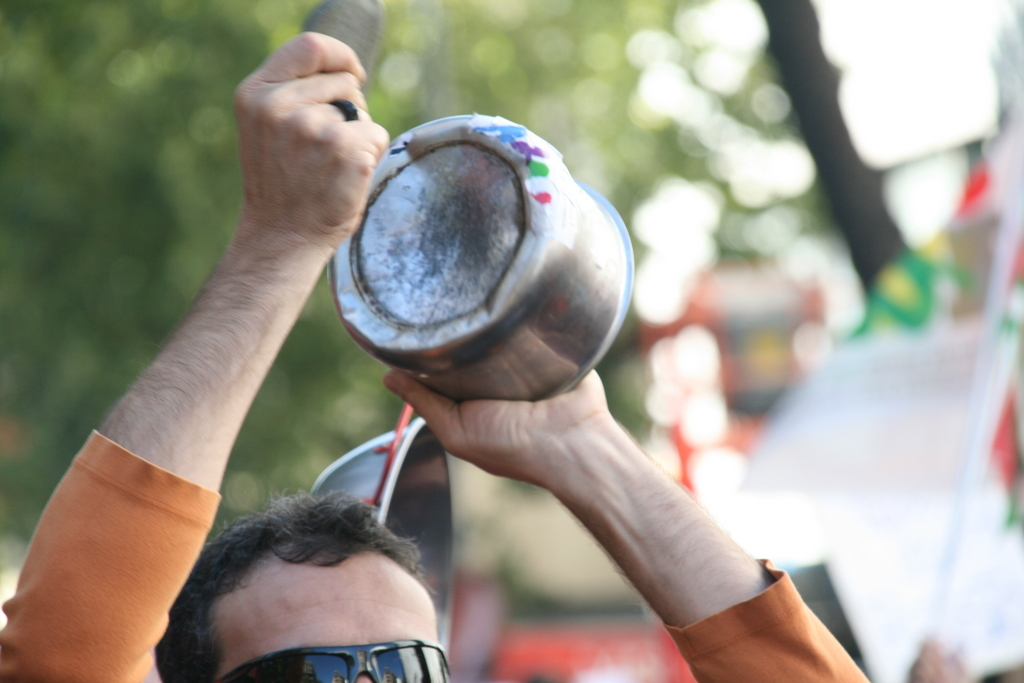
Demonstratie in Córdoba, 14 november 2012

- Demonstratie in Córdoba, 14 november 2012 In de vroege ochtend van maandag 12 november 2012 nam het Griekse parlement de begroting voor 2013 aan.[903] Na zes uur vergaderen besloot de eurogroep op maandag Griekenland twee jaar tijd te geven om het overheidstekort terug te brengen tot 2% van het GDP; een beslissing over het vrijgeven van de € 31,5 miljard werd echter uitgesteld.[904][905][906] Opmerkelijk was dat het IMF vasthield aan het bereiken van dit niveau in 2020.[907] De Griekse regering besloot klanten die van hun leverancier geen bon kregen, toe te staan niet voor de geleverde prestatie te betalen.[908] In Griekenland bleken nog geen 100 ambtenaren in de arbeidspool geplaatst te zijn in plaats van de beoogde 15.000.[909] Vakbonden in diverse Europese landen organiseerden op woensdag stakingen tegen de bezuinigingen.[910][911][912] De Griekse economie bleek in het derde kwartaal van 2012 te zijn gekrompen met 7,2% op jaarbasis.[913] Het Portugese GDP bleek in het derde kwartaal te zijn gekrompen met 3,4% op jaarbasis; de Portugese werkloosheid was in het derde kwartaal gestegen van 15,0% tot 15,8%. De Portugese centrale bank verwachte voor 2013 een krimp van 1,6%, duidelijk lager dan de door de regering verwachtte -1%.[914] Het bedrag dat Spaanse banken bij de ECB geleend hadden, bleek in oktober te zijn gedaald met € 36 miljard tot € 342 miljard. De eurozone bleek aan het eind van het derde kwartaal wederom in een recessie te zijn beland.[915][916] De Spaanse regering scherpte de regels voor executoriale verkoop van woningen aan, nadat meerdere malen met uitzetting bedreigde huiseigenaren zelfmoord hadden gepleegd;[917] men kondigde de oprichting aan van een fonds dat leegstaande, in beslag genomen woningen tijdelijk zou verhuren.[918] De Duitse consul-generaal werd in Thessaloniki door demonstranten met koffie besmeurd.[919] De Duitse burgerorganisatie Zivile Koalition e.V. diende bij het Hof van Justitie een klacht in tegen de ECB waarin de rechtsgeldigheid van het OMT-programma betwist werd.[920]
- In de week van 19 november 2012 bleken de dubieuze leningen in de portefeuilles van Spaanse banken in oktober te zijn gestegen met € 3,5 miljard tot € 182,2 miljard: van 10,52% tot 10,71%.[921][922] Volgens de Griekse krant To Vima (op maandag) zou op hoofdlijnen overeenstemming bereikt zijn over wijziging van de steun aan Griekenland: de looptijd van de leningen zou (nogmaals) verlengd worden en de rente zou (nogmaals) verlaagd worden.[923] Volgens de Corriere della Sera liep de liberalisering van een aantal Italiaanse beroepen vertraging op: van 53 beroepen die geliberaliseerd zouden worden, was dit met slechts 11 inmiddels gebeurd, door bureaucratie en tegenwerking van de betrokken beroepsgroepen.[924] Tussen Cyprus en de trojka zou bijna overeenstemming zijn bereikt over een steunpakket, met een omvang die geschat werd tussen € 11 miljard en € 16 miljard.[925][926] Moody's verlaagde de rating van Frankrijk van Aaa tot Aa1, onder verwijzing naar de budgettaire problemen en "structural rigidities".[927][928][929][930] De reactie op de financiële markten was beperkt: Frankrijk werd in feite al niet meer als een AAA-land gezien. De Spaanse regering bleek te overwegen buitenlanders die in Spanje een huis van minimaal € 160.000 zouden kopen een verblijfsvergunning te geven.[931] In Griekenland bezetten met ontslag bedreigde ambtenaren gemeentehuizen; slechts 20 gemeenten bleken op tijd de namen van voor afvloeiing voorgedragen ambtenaren te hebben ingeleverd.[932] Portugal kwam zonder problemen door de zesde kwartaaltoets van de trojka.[933][934] Het IMF en de EU-ministers van Financiën slaagden er op dinsdag 20/woensdag 21 november na 11 uur vergaderen niet in om overeenstemming te bereiken over het vrijgeven van de tranche van € 31,5 miljard van het Griekse steunpakket.[935][936][937][938][939][940] Men sprak af op maandag 26 november verder te onderhandelen. Fitch verlaagde de rating van Cyprus van BB+ tot BB-.[941] Spanje leende € 3,9 miljard voor diverse looptijden zonder noemenswaardige problemen, en leende € 3,3 miljard tot 2017 van het socialezekerheidsfonds. Het besteedbaar inkomen van Griekse huishoudens bleek in het tweede kwartaal van 2012 te zijn gedaald met 15% op jaarbasis.[942] De bezetting van gemeentehuizen door Griekse ambtenaren breidde zich uit.[943] Volgens het Handelsblatt zou het steunpakket voor Cyprus € 17,5 miljard gaan bedragen, zijnde aan de bovenkant van de eerder genoemde schattingen.[944] De Griekse minister van Administratieve Hervormingen Manitakis, belast met het afslanken van het overheidsapparaat, zei dat hij geen enkele ambtenaar zou ontslaan, noch enig ontslagbesluit zou ondertekenen.[945] De Cypriotische regering berichtte op donderdag dat tussen Cyprus en de trojka overeenstemming was bereikt;[946] op vrijdag bleek dit echter voorbarig.[947] Bij verkiezingen in Catalonië op zondag 25 november behaalden partijen die diverse vormen van grotere autonomie voorstonden (tot afscheiding van Spanje toe) een meerderheid in het parlement; de grootste partij verloor echter zijn absolute meerderheid.[948][949]
- In de week van 26 november 2012 bereikten de eurogroep en het IMF (na circa 12 uur onderhandelen, en nadat op de zaterdag ervoor meerdere uren telefonisch vergaderd was[950]) overeenstemming over het aanpassen van de steunpakketten aan Griekenland en de vrijgave van € 34,4 miljard aan reeds toegezegde tranches, en € 9,3 miljard in het eerste kwartaal van 2013. Griekenland kreeg tot 2016 de tijd om een "primary surplus" te bereiken in plaats van 2014; er zou een "buyback" van uitstaande leningen worden georganiseerd tegen koersen van circa 35%; de rente op verstrekte leningen van de beide steunpakketten zou verlaagd worden met 100 basispunten (Ierland en Portugal, inmiddels zelf steunontvangers, waren hiervan uitgezonderd); het EFSF zou zijn rente met 10 basispunten verlagen; de looptijd van alle bestaande leningen werd met 15 jaar verlengd; de rente op reeds door het EFSF verstrekte leningen zou gedurende 10 jaar worden kwijtgescholden; door de ECB behaalde koerswinsten op Griekse staatsleningen, gekocht in het kader van SMP, zouden worden teruggegeven aan Griekenland, waarmee circa € 11 miljard gemoeid zou zijn; zodra Griekenland een primary surplus bereikt zou hebben en ook overigens aan de voorwaarden voldaan bleek te hebben, zou verdere steun overwogen worden. Het gevolg hiervan zou een daling van de Griekse schuldquote zijn tot 175% in 2016, 124% in 2020 en "aanzienlijk lager dan" 110% in 2022. Een formeel besluit tot vrijgave zou op 13 december plaatsvinden, nadat de instemming van een aantal nationale parlementen zou zijn verkregen. Formeel werd hiermee een "haircut" voorkomen.[951][952][953][954][955] Eurogroep-voorzitter Juncker stelde ook Portugal en Ierland een versoepeling van de steunpakketten in het vooruitzicht.[956] Het Hof van Justitie stelde de Ierse parlementariër Pringle in het ongelijk in zijn rechtszaak over de rechtmatigheid van het ESM.[957][958][959] De EU ging akkoord met het Spaanse bankensaneringsplan, waarvoor Spanje € 37 miljard ter beschikking kreeg. De betrokken banken dienden hun balanstotalen sterk terug te brengen, een groot aantal vestigingen te sluiten en duizenden werknemers te ontslaan.[960][961] Spaanse staatsleningen stegen in de loop van de week sterk in koers, bij overigens beperkte omzetten. Moody's berichtte te verwachten dat Griekenland over enkele jaren nogmaals zou kunnen defaulten, en dat een afschrijving van vorderingen van de officiële sector noodzakelijk zou blijken te zijn om de Griekse schuldenlast enigszins houdbaar te maken.[962][963][964] De Nederlandse premier Rutte zei op vrijdag dat Griekenland over enkele jaren mogelijk wederom extra steun zou kunnen behoeven.[965] Volgens de Financial Times betwijfelden de leden van de eurogroep reeds enkele dagen na het bereikte akkoord of Griekenland erin zou slagen om de beoogde doelstellingen te halen.[966] De voorzitter van het bestuur van het pensioenfonds van Griekse journalisten werd mishandeld door een aantal deelnemers die ontevreden waren over de verliezen op beleggingen, met name Griekse staatsleningen.[967][968] De werkloosheid in de eurozone bleek in oktober te zijn gestegen tot 11,7%.[969][970] De Bundestag ging op vrijdag met een grote meerderheid akkoord met het steunpakket voor Griekenland.[971][972] Op vrijdagavond verlaagde Moody's de ratings van het EFSF en het ESM van Aaa tot Aa1, met negative outlook.

## December
- In de week van 3 december 2012 publiceerde Griekenland het aanbod voor de debt buyback.[973][974][975] De geboden koersen waren duidelijk hoger dan bij de eerste aankondiging gesuggereerd was.[976] EU-Commissaris Andor kondigde een plan aan, alle jongeren binnen vier maanden na het einde van hun opleiding of het verlies van werk een andere baan, opleidingsplaats of stageplaats te garanderen.[977][978] De Spaanse werkloosheid steeg in november tot 4,91 miljoen, een nieuw record.[979] Onderhandelingen over een uniform Europees bankentoezicht leidden niet tot overeenstemming.[980] Spanje leende op woensdag zonder problemen 3-jaars en 10-jaars tegen duidelijk lagere rentes dan de keer ervoor.[981][982] De Franse werkloosheid bleek in het derde kwartaal te zijn gestegen tot 9,9%: het hoogste niveau in 13 jaar;[983] de Franse jeugdwerkloosheid nam toe tot 24,2%.[984] De Griekse werkloosheid steeg in september van 25,3% tot 26%.[985][986] De Spaanse huizenverkopen bleken in de eerste negen maanden van 2012 te zijn gedaald met 6,8% ten opzichte van de eerste negen maanden van 2011.[987] De voormalige Italiaanse premier Berlusconi kondigde zijn terugkeer in de politiek aan nadat zijn partij PdL enkele dagen eerder in de Senaat zich van stemming over de begroting onthouden had; de huidige premier Monti zei te overwegen ontslag te nemen.[988]
- In de week van 10 december 2012 daalden op maandag Italiaanse staatsleningen sterk in koers op het vooruitzicht van het eind van de regering-Monti.[989][990] Griekse magistraten besloten hun stiptheidsacties voort te zetten tot 19 januari 2013.[991] De Griekse regering verlengde de aanmeldingstermijn voor de omwisseling van Griekse staatsleningen tot dinsdagmiddag, nadat van de beoogde € 30 miljard op maandagavond € 26,5 miljard was aangemeld;[992] hierna werd dit doel wel gehaald.[993] Uiteindelijk bleek € 31,9 miljard aangemeld te zijn, waarvoor een gemiddelde koers werd geboden van 33,8%, zodat met de buyback € 11,2 miljard gemoeid was, terwijl Europa € 10 miljard had toegezegd.[994][995] Volgens de Süddeutsche Zeitung zouden Frankrijk en Duitsland op dinsdag een compromis bereikt hebben over het Europese bankentoezicht: de ECB zou slechts toezicht houden op de grensoverschrijdende en systeemrelevante banken; de andere banken zouden over het nationale toezicht vallen.[996] EFSF-directeur Regling zei dat Spanje zodanig op de goede weg was dat een steunaanvraag mogelijk in geheel 2013 achterwege zou kunnen blijven.[997] De parlementaire besluitvorming over de Italiaanse hervormingen leek vertraging op te lopen.[998] De Spaanse huizenverkopen bleken in oktober flink gestegen te zijn, wat toegeschreven werd aan het per begin 2013 aflopen van een verlaagd btw-tarief.[999] Berlusconi zei op een persconferentie dat hij bereid zou zijn af te zien van deelname aan verkiezingen en een nieuw kabinet-Monti te steunen indien hij coördinator van dat kabinet zou worden; voorts betichtte hij de Duitse regering zijn val (in november 2011) bewerkstelligd te hebben door Duitse banken opdracht te geven op grote schaal Italiaanse staatsleningen te verkopen.[1000] De EU-ministers van Financiën bereikten op donderdag na 14 uur vergaderen een compromis over het Europese bankentoezicht: de ECB zou toezicht houden op banken met een balanstotaal van meer dan € 200 miljard, en banken wier balanstotaal groter was dan 20% van het GDP van het land van vestiging.[1001][1002] Over de mogelijkheid het ESM direct aandelen in noodlijdende banken te laten kopen, werd geen overeenstemming bereikt. De Spaanse huizenprijzen bleken in het derde kwartaal te zijn gedaald met 15,2% op jaarbasis.[1003]
- In de week van 17 december 2012 zei de Cypriotische regering € 250 miljoen te moeten lenen van staatsbedrijven om de ambtenarensalarissen te betalen.[1004] Het percentage dubieuze leningen in de portefeuilles van Spaanse banken steeg in oktober van 10,71% tot 11,23%: € 190,6 miljard.[1005] Diverse banken, waaronder Deutsche Bank, bleken tot dan toe voor € 524 miljoen euro aandelen te hebben genomen in bad bank SAREB; het bankensaneringsfonds FROB voor € 431 miljoen.[1006][1007] Spaanse staatsleningen stegen op dinsdag echter sterk in koers. S&P verhoogde de rating van Griekenland van SD tot B- na de succesvolle bond buyback.[1008][1009] Op donderdagavond verlaagde S&P de rating van Cyprus met 2 notches tot CCC+, onder verwijzing naar de voortslepende onderhandelingen met de trojka.[1010] De op vrijdag afgetreden premier Monti zei op zondag dat hij niet zou deelnemen aan de verkiezingen, doch wel eventueel beschikbaar was als premier indien een stabiele coalitie, die zijn plannen zou voorzetten, daar om zou vragen.[1011]
- In de week van 24 december 2012 berichtten de EU en het IMF dat Griekenland een groot deel van de achterstallige belastingschulden ad € 53 miljard zou moeten afschrijven aangezien slechts 20% inbaar zou blijken te zijn; Griekenland bleek slechts 5 van de 10 afgesproken doelstellingen te hebben gehaald.[1012][1013] Het IMF drong aan op versterking van de Franse concurrentiepositie en vasthouden aan bezuinigingen.[1014] Op vrijdag 28 december 2012 kondigde Monti onverwacht aan dat hij toch zou deelnemen aan de op 24 februari 2013 te houden verkiezingen.[1015]